# Polska Liga Siatkówki (2002/2003)
Polska Liga Siatkówki 2002/2003 − 67. sezon mistrzostw Polski (3. sezon jako ligi profesjonalnej) organizowany przez Profesjonalną Ligę Piłki Siatkowej SA pod egidą PZPS. Zainaugurowany został 25 października 2002 roku i trwał do 7 maja 2003 roku.
Rozgrywki składały się z fazy zasadniczej, w której uczestniczyło 10 zespołów, fazy-play-off składającej się z ćwierćfinałów, półfinałów, meczów o miejsca 5-8, meczów o 3. miejsce i finałów oraz fazy play-out, w której zespoły rywalizowały o miejsca 9-10.
Tytuł mistrza Polski trzeci raz z rzędu obronił Mostostal-Azoty Kędzierzyn-Koźle, który w finałach fazy play-off pokonał klub Galaxia Pamapol Kaffee AZS Częstochowa. Brązowy medal zdobył klub Ivett Jastrzębie Borynia.
W sezonie 2002/2003 w Lidze Mistrzów Polskę reprezentowały Mostostal-Azoty Kędzierzyn-Koźle oraz Galaxia Pamapol AZS Częstochowa, natomiast w Pucharze CEV – EKS Skra Bełchatów, Ivett Jastrzębie Borynia oraz Gwardia Wrocław.
W sezonie 2002/2003 prawa do transmisji spotkań Polskiej Ligi Siatkówki nabyła Telewizja Polsat.

## System rozgrywek

### Faza zasadnicza
W fazie zasadniczej 10 drużyn rozgrywa ze sobą spotkania systemem „każdy z każdym – mecz i rewanż”. Do fazy play-off awans uzyskuje 8 najlepszych drużyn. Drużyny, które zajęły 9. i 10. miejsce po zakończeniu fazy zasadniczej, trafiają do fazy play-out.

### Faza play-off
Ćwierćfinały

O mistrzowski tytuł grają drużyny, które po zakończeniu fazy zasadniczej zajęły w tabeli miejsca od 1 do 8. Ćwierćfinałowe pary tworzone są według klucza: 1-8; 2-7; 3-6; 4-5. Rywalizacja toczy się do trzech wygranych meczów ze zmianą gospodarza po dwóch meczach. Gospodarzami pierwszych dwóch spotkań są zespoły, które po fazie zasadniczej zajęły wyższe miejsce w tabeli.
Półfinały

W półfinałach grają zwycięzcy z poszczególnych par ćwierćfinałowych. Pierwszą parę półfinałową tworzą zwycięzca rywalizacji 1-8 ze zwycięzcą rywalizacji 4-5, drugą natomiast - zwycięzca rywalizacji 2-7 ze zwycięzcą rywalizacji 3-6. Drużyny grają do trzech wygranych meczów ze zmianą gospodarza po dwóch meczach. Gospodarzami pierwszych dwóch spotkań są zespoły, które po fazie zasadniczej zajęły wyższe miejsce w tabeli.
Mecze o 3. miejsce

O brązowy medal grają przegrani w parach półfinałowych. Rywalizacja toczy się do trzech wygranych meczów ze zmianą gospodarza po dwóch meczach. Gospodarzem pierwszych dwóch spotkań jest zespół, który po fazie zasadniczej zajął wyższe miejsce w tabeli.
Finały

O tytuł mistrzowski grają zwycięzcy w parach półfinałowych. Rywalizacja toczy się do trzech wygranych meczów ze zmianą gospodarza po dwóch meczach. Gospodarzem pierwszych dwóch spotkań jest zespół, który po fazie zasadniczej zajął wyższe miejsce w tabeli.
Mecze o miejsca 5-8

Przegrani par ćwierćfinałowych tworzą pary meczowe na podstawie miejsc zajętych w fazie zasadniczej. Pierwszą parę meczową tworzą drużyny, które w fazie zasadniczej zajęły najwyższe i najniższe miejsce, natomiast drugą parę meczową pozostałe zespoły. Rywalizacja toczy się do dwóch wygranych meczów. Gospodarzami pierwszych meczów są zespoły, które po fazie zasadniczej zajęły niższe miejsce w tabeli. W pozostałych do zakończenia rywalizacji meczach gospodarzami są zespoły wyżej sklasyfikowane w tabeli fazy zasadniczej.
Mecze o 7. miejsce

O 7. miejsce grają przegrani w parach meczowych o miejsca 5-8. Rywalizacja toczy się do dwóchwygranych meczów. Gospodarzami pierwszych meczów są zespoły, które po fazie zasadniczej zajęły niższe miejsce w tabeli. W pozostałych do zakończenia rywalizacji meczach gospodarzami są zespoły wyżej sklasyfikowane w tabeli fazy zasadniczej.
Mecze o 5. miejsce

O 5. miejsce grają zwycięzcy w parach meczowych o miejsca 5-8. Rywalizacja toczy się do dwóch wygranych meczów. Gospodarzami pierwszych meczów są zespoły, które po fazie zasadniczej zajęły niższe miejsce w tabeli. W pozostałych do zakończenia rywalizacji meczach gospodarzami są zespoły wyżej sklasyfikowane w tabeli fazy zasadniczej.

### Faza play-out
Mecze o 9. miejsce

Drużyny z miejsc 9-10 po fazie zasadniczej walczą o utrzymanie się w Polskiej Lidze Siatkówki. Rywalizacja toczy się do czterech wygranych meczów. Gospodarzem pierwszego spotkania jest zespół, który po fazie zasadniczej zajął wyższe miejsce w tabeli, gospodarzem drugiego natomiast - ten, który zajął niższe miejsce w tabeli. Od trzeciego meczu zmiana gospodarza następuje po dwóch rozegranych spotkaniach.
Przegrany w rywalizacji o 9. miejsce opuszcza Polską Ligę Siatkówki i od sezonu 2003/2004 będzie miał prawo uczestniczyć w rozgrywkach I ligi serii B.
Wygrany w rywalizacji o 9. miejsce rozgrywa mecze barażowe z drużyną, która w klasyfikacji końcowej I ligi serii B zajęła 2. miejsce. Rywalizacja toczy się do trzech wygranych meczów ze zmianą gospodarza po dwóch meczach. Gospodarzem pierwszych dwóch spotkań jest zespół, który w klasyfikacji końcowej Polskiej Ligi Siatkówki zajął 9. miejsce.

## Drużyny uczestniczące
| | Polska Liga Siatkówki 2002/2003        |   |     |
| --- | -------------------------------------- | - | --- |
| KED | Mostostal-Azoty Kędzierzyn-Koźle       | 1 | LM  |
| CZE | Galaxia Pamapol Kaffee AZS Częstochowa | 2 | LM  |
| BEŁ | EKS Skra Bełchatów                     | 3 | CEV |
| JAS | Ivett Jastrzębie Borynia               | 4 | CEV |
| WRO | Hefra Gwardia Wrocław                  | 5 | CEV |
| OLS | PZU AZS Olsztyn                        | 7 |     |
| NYS | NKS NTO Nysa                           | 8 |     |
| SZC | Morze Szczecin                         | 9 |     |
| | Awans z I ligi serii B                 |   |     |
| GOR | GTPS Gorzów Wielkopolski               | 1 |     |
| SOS | KP Polska Energia Sosnowiec            | 5 |     |
| Oznaczenia: - kolumna pierwsza – skróty nazw drużyn wpisane na mapie (jeśli ta została zamieszczona), - kolumna trzecia – miejsce zajęte przez daną drużynę w poprzednim sezonie. |                                        |   |     |

Uwagi:
- Po zakończeniu sezonu 2001/2002 ze względu na złą sytuację finansową Stolarka Wołomin dokonała fuzji z KP Polską Energią Sosnowiec. Stolarka Wołomin zgłoszona została do I ligi serii B, natomiast jej miejsce w PLS zajął klub KP Polska Energia Sosnowiec[3].
- Klub Galaxia Pamapol Kaffee AZS Częstochowa do 12 stycznia 2003 roku występował pod nazwą Galaxia Pamapol AZS Częstochowa.
- Klub NKS NTO Nysa do 24 stycznia 2003 roku występował pod nazwą NKS Nysa[4].
- Klub Hefra Gwardia Wrocław do 21 marca 2003 roku występował pod nazwą Gwardia Wrocław[5].

## Hale sportowe
| Klub                                   | Hala sportowa                   | Miejscowość         | Liczba miejsc siedzących |
| -------------------------------------- | ------------------------------- | ------------------- | ------------------------ |
| EKS Skra Bełchatów                     | Hala Centrum Sportu KWB         | Bełchatów           | 1500                     |
| Galaxia Pamapol Kaffee AZS Częstochowa | Hala Polonia                    | Częstochowa         | 2457                     |
| GTPS Gorzów Wielkopolski               | Hala ZSTiO                      | Gorzów Wielkopolski | 1100                     |
| Hefra Gwardia Wrocław                  | Hala Orbita                     | Wrocław             | 2000                     |
| Ivett Jastrzębie Borynia               | Hala KWK Borynia                | Jastrzębie-Zdrój    | 800                      |
| KP Polska Energia Sosnowiec            | Hala widowiskowo-sportowa MOSiR | Sosnowiec           | 1400                     |
| Morze Szczecin                         | Hala sportowa SDS               | Szczecin            | 1100                     |
| Mostostal-Azoty Kędzierzyn-Koźle       | Hala Śródmieście                | Kędzierzyn-Koźle    | 1300                     |
| NKS NTO Nysa                           | Hala sportowa przy PWSZ         | Nysa                | 800                      |
| PZU AZS Olsztyn                        | Hala Urania                     | Olsztyn             | 2400                     |

## Trenerzy
| Klub                                   | Pierwszy trener    | Narodowość | Drugi trener        | Narodowość |
| -------------------------------------- | ------------------ | ---------- | ------------------- | ---------- |
| EKS Skra Bełchatów                     | Wiesław Czaja      | Polska     | Jacek Nawrocki      | Polska     |
| Galaxia Pamapol Kaffee AZS Częstochowa | Edward Skorek      | Polska     | Stanisław Gościniak | Polska     |
| GTPS Gorzów Wielkopolski               | Nikołaj Mariaskin  | Polska     | —                   | —          |
| Hefra Gwardia Wrocław                  | Maciej Jarosz      | Polska     | Marisz Dutkiewicz   | Polska     |
| Ivett Jastrzębie Borynia               | Jan Such           | Polska     | Leszek Dejewski     | Polska     |
| KP Polska Energia Sosnowiec            | Andrzej Urbański   | Polska     | Jacek Stychno       | Polska     |
| Morze Szczecin                         | Grzegorz Ryś       | Polska     | Andrzej Winiarczyk  | Polska     |
| Mostostal-Azoty Kędzierzyn-Koźle       | Waldemar Wspaniały | Polska     | Andrzej Kubacki     | Polska     |
| NKS NTO Nysa                           | Sławomir Gerymski  | Polska     | Janusz Bułkowski    | Polska     |
| PZU AZS Olsztyn                        | Wojciech Drzyzga   | Polska     | Andrzej Grygołowicz | Polska     |

### Zmiany trenerów
| Klub                                   | Były trener         | Narodowość | Data odejścia | Powód                                       | Nowy trener         | Narodowość | Data przyjścia |               |
| -------------------------------------- | ------------------- | ---------- | ------------- | ------------------------------------------- | ------------------- | ---------- | -------------- | ------------- |
| Przed sezonem                          |                     |            |               |                                             |                     |            |                |               |
| Galaxia Pamapol AZS Częstochowa        | Ireneusz Mazur      | Polska     | 27.04.2002    | koniec kontraktu                            | Stanisław Gościniak | Polska     | 03.06.2002     | [ 6 ]         |
| Morze Szczecin                         | Janusz Wojdyga      | Polska     | 31.05.2002    | koniec kontraktu                            | Grzegorz Ryś        | Polska     |                | [ 7 ]         |
| PZU AZS Olsztyn                        | Bogusław Cieciórski | Polska     | 27.04.2002    | koniec kontraktu                            | Wojciech Drzyzga    | Polska     |                |               |
| W trakcie sezonu                       |                     |            |               |                                             |                     |            |                |               |
| Galaxia Pamapol Kaffee AZS Częstochowa | Stanisław Gościniak | Polska     | — (II trener) | niesatysfakcjonujące wyniki zespołu         | Edward Skorek       | Polska     | 04.02.2003     | [ 8 ] [ 9 ]   |
| NKS NTO Nysa                           | Jerzy Salwin        | Polska     | 04.03.2003    | rozwiązanie kontraktu bez podania przyczyny | Sławomir Gerymski   | Polska     | 05.03.2003     | [ 10 ] [ 11 ] |

## Sędziowie
W sezonie 2002/2003 w Polskiej Lidze Siatkówki mecze prowadziło 26 sędziów.
| Lista sędziów Polskiej Ligi Siatkówki w sezonie 2002/2003 | Lista sędziów Polskiej Ligi Siatkówki w sezonie 2002/2003 | Lista sędziów Polskiej Ligi Siatkówki w sezonie 2002/2003 | Lista sędziów Polskiej Ligi Siatkówki w sezonie 2002/2003 | Lista sędziów Polskiej Ligi Siatkówki w sezonie 2002/2003 | Lista sędziów Polskiej Ligi Siatkówki w sezonie 2002/2003 | Lista sędziów Polskiej Ligi Siatkówki w sezonie 2002/2003 | Lista sędziów Polskiej Ligi Siatkówki w sezonie 2002/2003 | Lista sędziów Polskiej Ligi Siatkówki w sezonie 2002/2003 | Lista sędziów Polskiej Ligi Siatkówki w sezonie 2002/2003 | Lista sędziów Polskiej Ligi Siatkówki w sezonie 2002/2003 | Lista sędziów Polskiej Ligi Siatkówki w sezonie 2002/2003 |
| Imię i nazwisko                                           | Rok urodzenia                                             | Województwo                                               | Liczba sędziowanych meczów                                | Liczba sędziowanych meczów                                | Liczba sędziowanych meczów                                | Liczba sędziowanych meczów                                | Liczba sędziowanych meczów                                | Liczba sędziowanych meczów                                | Liczba sędziowanych meczów                                | Liczba sędziowanych meczów                                | Liczba sędziowanych meczów                                |
| Imię i nazwisko                                           | Rok urodzenia                                             | Województwo                                               | Faza zasadnicza                                           | Faza zasadnicza                                           | Faza zasadnicza                                           | Faza play-off/play-out                                    | Faza play-off/play-out                                    | Faza play-off/play-out                                    | Razem                                                     | Razem                                                     | Razem                                                     |
| Imię i nazwisko                                           | Rok urodzenia                                             | Województwo                                               | I sędzia                                                  | II sędzia                                                 | Razem                                                     | I sędzia                                                  | II sędzia                                                 | Razem                                                     | I sędzia                                                  | II sędzia                                                 | Razem                                                     |
| --------------------------------------------------------- | --------------------------------------------------------- | --------------------------------------------------------- | --------------------------------------------------------- | --------------------------------------------------------- | --------------------------------------------------------- | --------------------------------------------------------- | --------------------------------------------------------- | --------------------------------------------------------- | --------------------------------------------------------- | --------------------------------------------------------- | --------------------------------------------------------- |
| Jan Baniak                                                | 1952                                                      | opolskie                                                  | 4                                                         | 2                                                         | 6                                                         | 2                                                         | 2                                                         | 4                                                         | 6                                                         | 4                                                         | 10                                                        |
| Jacek Broński                                             | 1963                                                      | wielkopolskie                                             | 4                                                         | 3                                                         | 7                                                         | 3                                                         | 3                                                         | 6                                                         | 7                                                         | 6                                                         | 13                                                        |
| Henryk Darocha                                            | 1954                                                      | śląskie                                                   | 3                                                         | 4                                                         | 7                                                         | 2                                                         | 2                                                         | 4                                                         | 5                                                         | 6                                                         | 11                                                        |
| Ryszard Dietrich                                          | 1949                                                      | dolnośląskie                                              | 3                                                         | 5                                                         | 8                                                         | 3                                                         | 0                                                         | 3                                                         | 6                                                         | 5                                                         | 11                                                        |
| Piotr Dudek                                               | 1961                                                      | podkarpackie                                              | 3                                                         | 3                                                         | 6                                                         | 4                                                         | 1                                                         | 5                                                         | 7                                                         | 4                                                         | 11                                                        |
| Jacek Hojka                                               | 1958                                                      | dolnośląskie                                              | 2                                                         | 4                                                         | 6                                                         | 0                                                         | 0                                                         | 0                                                         | 2                                                         | 4                                                         | 6                                                         |
| Grzegorz Jacyna                                           | 1956                                                      | dolnośląskie                                              | 5                                                         | 3                                                         | 8                                                         | 1                                                         | 2                                                         | 3                                                         | 6                                                         | 5                                                         | 11                                                        |
| Tomasz Janik                                              | 1967                                                      | mazowieckie                                               | 6                                                         | 2                                                         | 8                                                         | 1                                                         | 2                                                         | 3                                                         | 7                                                         | 4                                                         | 11                                                        |
| Dariusz Jasiński                                          | 1959                                                      | kujawsko-pomorskie                                        | 2                                                         | 5                                                         | 7                                                         | 1                                                         | 3                                                         | 4                                                         | 3                                                         | 8                                                         | 11                                                        |
| Wojciech Kasprzyk                                         | 1957                                                      | śląskie                                                   | 4                                                         | 4                                                         | 8                                                         | 3                                                         | 2                                                         | 5                                                         | 7                                                         | 6                                                         | 13                                                        |
| Andrzej Kiszczak                                          | 1952                                                      | mazowieckie                                               | 5                                                         | 4                                                         | 9                                                         | 2                                                         | 1                                                         | 3                                                         | 7                                                         | 5                                                         | 12                                                        |
| Grzegorz Klehr                                            | 1973                                                      | pomorskie                                                 | 3                                                         | 5                                                         | 8                                                         | 1                                                         | 2                                                         | 3                                                         | 4                                                         | 7                                                         | 11                                                        |
| Waldemar Kobienia                                         | 1965                                                      | opolskie                                                  | 3                                                         | 4                                                         | 7                                                         | 1                                                         | 2                                                         | 3                                                         | 4                                                         | 6                                                         | 10                                                        |
| Janusz Kołodziejczyk                                      | 1952                                                      | łódzkie                                                   | 0                                                         | 3                                                         | 3                                                         | 0                                                         | 0                                                         | 0                                                         | 0                                                         | 3                                                         | 3                                                         |
| Henryk Kośla                                              |                                                           | mazowieckie                                               | 4                                                         | 3                                                         | 7                                                         | 0                                                         | 0                                                         | 0                                                         | 4                                                         | 3                                                         | 7                                                         |
| Marek Lagierski                                           | 1971                                                      | śląskie                                                   | 5                                                         | 3                                                         | 8                                                         | 2                                                         | 2                                                         | 4                                                         | 7                                                         | 5                                                         | 12                                                        |
| Andrzej Lemek                                             | 1955                                                      | małopolskie                                               | 3                                                         | 4                                                         | 7                                                         | 3                                                         | 3                                                         | 6                                                         | 6                                                         | 7                                                         | 13                                                        |
| Wojciech Maroszek                                         | 1974                                                      | śląskie                                                   | 3                                                         | 4                                                         | 7                                                         | 1                                                         | 2                                                         | 3                                                         | 4                                                         | 6                                                         | 10                                                        |
| Jacek Plewnia                                             |                                                           | zachodniopomorskie                                        | 5                                                         | 2                                                         | 7                                                         | 1                                                         | 1                                                         | 2                                                         | 6                                                         | 3                                                         | 9                                                         |
| Marek Rubacha                                             | 1955                                                      | małopolskie                                               | 5                                                         | 3                                                         | 8                                                         | 2                                                         | 2                                                         | 4                                                         | 7                                                         | 5                                                         | 12                                                        |
| Janusz Soból                                              | 1959                                                      | mazowieckie                                               | 3                                                         | 5                                                         | 8                                                         | 3                                                         | 2                                                         | 5                                                         | 6                                                         | 7                                                         | 13                                                        |
| Mirosław Stando                                           | 1951                                                      | mazowieckie                                               | 4                                                         | 4                                                         | 8                                                         | 2                                                         | 3                                                         | 5                                                         | 6                                                         | 7                                                         | 13                                                        |
| Sylwester Strzylak                                        | 1957                                                      | mazowieckie                                               | 5                                                         | 2                                                         | 7                                                         | 3                                                         | 2                                                         | 5                                                         | 8                                                         | 4                                                         | 12                                                        |
| Krzysztof Szmydyński                                      | 1964                                                      | dolnośląskie                                              | 3                                                         | 3                                                         | 6                                                         | 3                                                         | 3                                                         | 6                                                         | 6                                                         | 6                                                         | 12                                                        |
| Marcin Weiner                                             | 1973                                                      | śląskie                                                   | 0                                                         | 1                                                         | 1                                                         | 0                                                         | 0                                                         | 0                                                         | 0                                                         | 1                                                         | 1                                                         |
| Paweł Zajc                                                | 1965                                                      | mazowieckie                                               | 3                                                         | 5                                                         | 8                                                         | 1                                                         | 3                                                         | 4                                                         | 4                                                         | 8                                                         | 12                                                        |

## Faza zasadnicza

### Tabela wyników
| Gospodarz \ Gość1                      | KED | CZE | BEŁ | JAS | WRO | OLS | NYS | SZC | GOR | SOS |
| Mostostal-Azoty Kędzierzyn-Koźle       |     | 0:3 | 3:0 | 3:2 | 3:0 | 2:3 | 3:0 | 3:0 | 3:0 | 2:3 |
| Galaxia Pamapol Kaffee AZS Częstochowa | 1:3 |     | 3:0 | 0:3 | 3:0 | 3:0 | 3:0 | 3:0 | 3:1 | 3:2 |
| EKS Skra Bełchatów                     | 1:3 | 3:0 |     | 3:0 | 3:0 | 1:3 | 3:0 | 3:0 | 3:0 | 3:1 |
| Ivett Jastrzębie Borynia               | 0:3 | 3:2 | 3:2 |     | 3:0 | 3:1 | 3:0 | 3:0 | 3:0 | 3:1 |
| Gwardia Wrocław                        | 2:3 | 3:0 | 3:2 | 0:3 |     | 3:1 | 3:0 | 3:1 | 3:1 | 2:3 |
| PZU AZS Olsztyn                        | 1:3 | 1:3 | 3:0 | 0:3 | 3:2 |     | 3:0 | 3:0 | 3:1 | 0:3 |
| NKS NTO Nysa                           | 0:3 | 0:3 | 0:3 | 1:3 | 1:3 | 1:3 |     | 3:2 | 3:1 | 3:0 |
| Morze Szczecin                         | 1:3 | 1:3 | 0:3 | 0:3 | 3:2 | 3:1 | 3:1 |     | 3:0 | 0:3 |
| GTPS Gorzów Wielkopolski               | 1:3 | 2:3 | 3:0 | 1:3 | 0:3 | 2:3 | 3:1 | 1:3 |     | 1:3 |
| KP Polska Energia Sosnowiec            | 1:3 | 1:3 | 2:3 | 1:3 | 3:0 | 3:1 | 3:0 | 3:0 | 3:0 |     |

Źródło: pls.pl
1 Drużyna gospodarzy jest wymieniona po lewej stronie tabeli.
Kolory:
  zwycięstwo gospodarzy 3:0 lub 3:1
  zwycięstwo gospodarzy 3:2
  zwycięstwo gości 3:0 lub 3:1
  zwycięstwo gości 3:2

### Terminarz i wyniki spotkań
| Data        | Godz. | Gospodarz                              | Rezultat                                | Gość                                   | Widzów |
| ----------- | ----- | -------------------------------------- | --------------------------------------- | -------------------------------------- | ------ |
| 1. KOLEJKA  |       |                                        |                                         |                                        |        |
| 25.10.2002  | 18:00 | Gwardia Wrocław                        | 2:3 (25:22, 17:25, 20:25, 25:23, 13:15) | KP Polska Energia Sosnowiec            | 1500   |
| 26.10.2002  | 18:00 | GTPS Gorzów Wielkopolski               | 1:3 (20:25, 25:22, 16:25, 12:25)        | Mostostal-Azoty Kędzierzyn-Koźle       |        |
| 26.10.2002  | 17:00 | Morze Szczecin                         | 1:3 (25:18, 17:25, 22:25, 21:25)        | Galaxia Pamapol AZS Częstochowa        |        |
| 26.10.2002  | 17:00 | EKS Skra Bełchatów                     | 3:0 (25:20, 25:18, 25:18)               | NKS Nysa                               |        |
| 26.10.2002  | 17:00 | Ivett Jastrzębie Borynia               | 3:1 (27:25, 21:25, 25:19, 25:15)        | PZU AZS Olsztyn                        |        |
| 2. KOLEJKA  |       |                                        |                                         |                                        |        |
| 30.10.2002  | 17:00 | GTPS Gorzów Wielkopolski               | 1:3 (25:22, 18:25, 18:25, 21:25)        | KP Polska Energia Sosnowiec            | 850    |
| 30.10.2002  | 18:00 | PZU AZS Olsztyn                        | 3:2 (29:31, 23:25, 25:13, 25:19, 15:13) | Gwardia Wrocław                        | 2500   |
| 30.10.2002  | 18:00 | NKS Nysa                               | 1:3 (22:25, 17:25, 25:20, 20:25)        | Ivett Jastrzębie Borynia               | 750    |
| 30.10.2002  | 17:00 | Morze Szczecin                         | 0:3 (15:25, 22:25, 20:25)               | EKS Skra Bełchatów                     | 300    |
| 30.10.2002  | 18:00 | Mostostal-Azoty Kędzierzyn-Koźle       | 0:3 (23:25, 18:25, 23:25)               | Galaxia Pamapol AZS Częstochowa        | 1300   |
| 3. KOLEJKA  |       |                                        |                                         |                                        |        |
| 08.11.2002  | 18:00 | EKS Skra Bełchatów                     | 1:3 (24:26, 26:24, 16:25, 23:25)        | Mostostal-Azoty Kędzierzyn-Koźle       | 1500   |
| 09.11.2002  | 17:00 | Ivett Jastrzębie Borynia               | 3:0 (25:20, 25:22, 25:19)               | Morze Szczecin                         | 752    |
| 09.11.2002  | 17:00 | Galaxia Pamapol AZS Częstochowa        | 3:1 (25:22, 18:25, 25:21, 25:17)        | GTPS Gorzów Wielkopolski               |        |
| 09.11.2002  | 18:00 | Gwardia Wrocław                        | 3:0 (25:21, 25:20, 25:18)               | NKS Nysa                               | 1400   |
| 09.11.2002  | 18:00 | KP Polska Energia Sosnowiec            | 3:1 (25:12, 27:29, 25:20, 27:25)        | PZU AZS Olsztyn                        | 1500   |
| 4. KOLEJKA  |       |                                        |                                         |                                        |        |
| 16.11.2002  | 18:00 | GTPS Gorzów Wielkopolski               | 2:3 (25:23, 20:25, 25:20, 19:25, 12:15) | PZU AZS Olsztyn                        | 1200   |
| 16.11.2002  | 17:00 | NKS Nysa                               | 3:0 (25:20, 26:24, 25:18)               | KP Polska Energia Sosnowiec            | 800    |
| 16.11.2002  | 17:00 | Morze Szczecin                         | 3:2 (25:15, 25:21, 23:25, 17:25, 17:15) | Gwardia Wrocław                        | 750    |
| 16.11.2002  | 17:00 | Mostostal-Azoty Kędzierzyn-Koźle       | 3:2 (25:17, 23:25, 24:26, 25:19, 15:11) | Ivett Jastrzębie Borynia               | 1100   |
| 16.11.2002  | 17:00 | Galaxia Pamapol AZS Częstochowa        | 3:0 (25:19, 40:38, 25:22)               | EKS Skra Bełchatów                     | 3000   |
| 5. KOLEJKA  |       |                                        |                                         |                                        |        |
| 23.11.2002  | 17:00 | PZU AZS Olsztyn                        | 3:0 (25:9, 25:16, 25:16)                | NKS Nysa                               | 2700   |
| 23.11.2002  | 17:00 | Ivett Jastrzębie Borynia               | 3:2 (25:17, 25:19, 23:25, 23:25, 15:9)  | Galaxia Pamapol AZS Częstochowa        |        |
| 23.11.2002  | 18:00 | KP Polska Energia Sosnowiec            | 3:0 (25:19, 25:17, 25:18)               | Morze Szczecin                         |        |
| 24.11.2002  | 12:00 | EKS Skra Bełchatów                     | 3:0 (25:22, 25:21, 25:22)               | GTPS Gorzów Wielkopolski               |        |
| 24.11.2002  | 17:00 | Gwardia Wrocław                        | 2:3 (18:25, 25:18, 25:16, 14:25, 7:15)  | Mostostal-Azoty Kędzierzyn-Koźle       | 2500   |
| 6. KOLEJKA  |       |                                        |                                         |                                        |        |
| 30.11.2002  | 18:00 | GTPS Gorzów Wielkopolski               | 3:1 (23:25, 25:17, 25:19, 26:24)        | NKS Nysa                               | 510    |
| 30.11.2002  | 17:00 | Morze Szczecin                         | 3:1 (26:24, 25:23, 27:29, 25:23)        | PZU AZS Olsztyn                        | 500    |
| 30.11.2002  | 17:00 | Galaxia Pamapol AZS Częstochowa        | 3:0 (25:20, 27:25, 25:23)               | Gwardia Wrocław                        |        |
| 30.11.2002  | 17:00 | EKS Skra Bełchatów                     | 3:0 (25:21, 25:22, 25:22)               | Ivett Jastrzębie Borynia               | 1600   |
| 30.11.2002  | 17:00 | Mostostal-Azoty Kędzierzyn-Koźle       | 2:3 (22:25, 25:19, 25:19, 20:25, 11:15) | KP Polska Energia Sosnowiec            |        |
| 7. KOLEJKA  |       |                                        |                                         |                                        |        |
| 06.12.2002  | 17:00 | Mostostal-Azoty Kędzierzyn-Koźle       | 2:3 (25:27, 25:20, 25:15, 22:25, 12:15) | PZU AZS Olsztyn                        |        |
| 07.12.2002  | 14:00 | KP Polska Energia Sosnowiec            | 1:3 (24:26, 17:25, 25:20, 19:25)        | Galaxia Pamapol AZS Częstochowa        |        |
| 07.12.2002  | 17:00 | NKS Nysa                               | 3:2 (25:27, 26:24, 19:25, 25:21, 15:12) | Morze Szczecin                         | 700    |
| 11.12.2002  | 17:00 | Ivett Jastrzębie Borynia               | 3:0 (25:16, 25:14, 25:19)               | GTPS Gorzów Wielkopolski               |        |
| 17.12.2002  | 18:30 | Gwardia Wrocław                        | 3:2 (28:26, 25:19, 20:25, 23:25, 17:15) | EKS Skra Bełchatów                     |        |
| 8. KOLEJKA  |       |                                        |                                         |                                        |        |
| 14.12.2002  | 14:00 | Galaxia Pamapol AZS Częstochowa        | 3:0 (27:25, 25:22, 25:15)               | PZU AZS Olsztyn                        | 2000   |
| 14.12.2002  | 17:00 | Mostostal-Azoty Kędzierzyn-Koźle       | 3:0 (25:12, 25:20, 25:22)               | NKS Nysa                               |        |
| 14.12.2002  | 17:00 | EKS Skra Bełchatów                     | 3:1 (25:13, 20:25, 25:17, 29:27)        | KP Polska Energia Sosnowiec            | 1450   |
| 14.12.2002  | 17:00 | Ivett Jastrzębie Borynia               | 3:0 (25:16, 25:18, 25:18)               | Gwardia Wrocław                        | 1000   |
| 15.12.2002  | 17:00 | GTPS Gorzów Wielkopolski               | 1:3 (23:25, 25:23, 16:25, 28:30)        | Morze Szczecin                         | 800    |
| 9. KOLEJKA  |       |                                        |                                         |                                        |        |
| 21.12.2002  | 14:00 | PZU AZS Olsztyn                        | 3:0 (25:14, 25:21, 25:16)               | EKS Skra Bełchatów                     | 2000   |
| 21.12.2002  | 17:00 | Morze Szczecin                         | 1:3 (25:18, 20:25, 21:25, 22:25)        | Mostostal-Azoty Kędzierzyn-Koźle       | 1000   |
| 21.12.2002  | 17:00 | KP Polska Energia Sosnowiec            | 1:3 (25:18, 20:25, 23:25, 21:25)        | Ivett Jastrzębie Borynia               |        |
| 22.12.2002  | 17:00 | NKS Nysa                               | 0:3 (23:25, 22:25, 24:26)               | Galaxia Pamapol AZS Częstochowa        |        |
| 22.12.2002  | 17:00 | Gwardia Wrocław                        | 3:1 (25:23, 23:25, 25:17, 25:21)        | GTPS Gorzów Wielkopolski               |        |
| 10. KOLEJKA |       |                                        |                                         |                                        |        |
| 11.01.2003  | 18:00 | KP Polska Energia Sosnowiec            | 3:0 (25:23, 25:18, 25:18)               | Gwardia Wrocław                        | 1200   |
| 11.01.2003  | 17:00 | Mostostal-Azoty Kędzierzyn-Koźle       | 3:0 (25:18, 25:14, 25:14)               | GTPS Gorzów Wielkopolski               |        |
| 11.01.2003  | 17:00 | Galaxia Pamapol AZS Częstochowa        | 3:0 (25:18, 25:23, 25:15)               | Morze Szczecin                         |        |
| 11.01.2003  | 17:00 | NKS Nysa                               | 0:3 (19:25, 25:27, 22:25)               | EKS Skra Bełchatów                     |        |
| 11.01.2003  | 14:00 | PZU AZS Olsztyn                        | 0:3 (19:25, 19:25, 22:25)               | Ivett Jastrzębie Borynia               | 1900   |
| 11. KOLEJKA |       |                                        |                                         |                                        |        |
| 18.01.2003  | 18:30 | KP Polska Energia Sosnowiec            | 3:0 (25:20, 25:20, 27:25)               | GTPS Gorzów Wielkopolski               | 922    |
| 18.01.2003  | 16:30 | Gwardia Wrocław                        | 3:1 (25:21, 25:22, 16:25, 25:19)        | PZU AZS Olsztyn                        | 1000   |
| 18.01.2003  | 17:00 | Ivett Jastrzębie Borynia               | 3:0 (25:19, 25:19, 25:17)               | NKS Nysa                               |        |
| 18.01.2003  | 17:00 | EKS Skra Bełchatów                     | 3:0 (25:22, 25:20, 26:24)               | Morze Szczecin                         | 1100   |
| 18.01.2003  | 14:00 | Galaxia Pamapol Kaffee AZS Częstochowa | 1:3 (25:16, 16:25, 17:25, 18:25)        | Mostostal-Azoty Kędzierzyn-Koźle       | 4000   |
| 12. KOLEJKA |       |                                        |                                         |                                        |        |
| 25.01.2003  | 14:00 | Mostostal-Azoty Kędzierzyn-Koźle       | 3:0 (25:22, 25:19, 25:19)               | EKS Skra Bełchatów                     | 1200   |
| 25.01.2003  | 17:00 | Morze Szczecin                         | 0:3 (18:25, 15:25, 19:25)               | Ivett Jastrzębie Borynia               |        |
| 25.01.2003  | 18:00 | GTPS Gorzów Wielkopolski               | 2:3 (22:25, 25:23, 25:22, 18:25, 9:15)  | Galaxia Pamapol Kaffee AZS Częstochowa |        |
| 25.01.2003  | 17:00 | NKS NTO Nysa                           | 1:3 (25:22, 21:25, 17:25, 22:25)        | Gwardia Wrocław                        |        |
| 25.01.2003  | 17:00 | PZU AZS Olsztyn                        | 0:3 (22:25, 20:25, 21:25)               | KP Polska Energia Sosnowiec            |        |
| 13. KOLEJKA |       |                                        |                                         |                                        |        |
| 01.02.2003  | 17:00 | PZU AZS Olsztyn                        | 3:1 (21:25, 25:14, 25:17, 25:11)        | GTPS Gorzów Wielkopolski               | 1600   |
| 01.02.2003  | 18:00 | KP Polska Energia Sosnowiec            | 3:0 (25:18, 25:15, 25:9)                | NKS NTO Nysa                           |        |
| 01.02.2003  | 16:30 | Gwardia Wrocław                        | 3:1 (22:25, 25:12, 25:20, 25:22)        | Morze Szczecin                         | 810    |
| 01.02.2003  | 14:00 | Ivett Jastrzębie Borynia               | 0:3 (22:25, 22:25, 17:25)               | Mostostal-Azoty Kędzierzyn-Koźle       |        |
| 31.01.2003  | 18:00 | EKS Skra Bełchatów                     | 3:0 (25:23, 32:30, 25:18)               | Galaxia Pamapol Kaffee AZS Częstochowa |        |
| 14. KOLEJKA |       |                                        |                                         |                                        |        |
| 08.02.2003  | 17:00 | NKS NTO Nysa                           | 1:3 (25:21, 28:30, 23:25, 21:25)        | PZU AZS Olsztyn                        | 900    |
| 08.02.2003  | 14:00 | Galaxia Pamapol Kaffee AZS Częstochowa | 0:3 (20:25, 15:25, 26:28)               | Ivett Jastrzębie Borynia               | 2000   |
| 08.02.2003  | 17:00 | Morze Szczecin                         | 0:3 (19:25, 16:25, 15:25)               | KP Polska Energia Sosnowiec            | 600    |
| 08.02.2003  | 18:00 | GTPS Gorzów Wielkopolski               | 3:0 (25:18, 25:18, 31:29)               | EKS Skra Bełchatów                     | 900    |
| 07.02.2003  | 18:00 | Mostostal-Azoty Kędzierzyn-Koźle       | 3:0 (25:15, 25:22, 25:22)               | Gwardia Wrocław                        | 1100   |
| 15. KOLEJKA |       |                                        |                                         |                                        |        |
| 15.02.2003  | 17:00 | NKS NTO Nysa                           | 3:1 (25:20, 25:20, 24:26, 25:15)        | GTPS Gorzów Wielkopolski               | 1000   |
| 15.02.2003  | 17:00 | PZU AZS Olsztyn                        | 3:0 (25:10, 25:23, 25:19)               | Morze Szczecin                         | 2000   |
| 15.02.2003  | 17:00 | Gwardia Wrocław                        | 3:0 (25:19, 25:23, 26:24)               | Galaxia Pamapol Kaffee AZS Częstochowa |        |
| 15.02.2003  | 17:00 | Ivett Jastrzębie Borynia               | 3:2 (18:25, 25:22, 25:16, 30:32, 15:13) | EKS Skra Bełchatów                     |        |
| 15.02.2003  | 14:00 | KP Polska Energia Sosnowiec            | 1:3 (20:25, 21:25, 25:23, 31:33)        | Mostostal-Azoty Kędzierzyn-Koźle       |        |
| 16. KOLEJKA |       |                                        |                                         |                                        |        |
| 22.02.2003  | 17:00 | PZU AZS Olsztyn                        | 1:3 (17:25, 24:26, 25:21, 18:25)        | Mostostal-Azoty Kędzierzyn-Koźle       | 2500   |
| 22.02.2003  | 14:00 | Galaxia Pamapol Kaffee AZS Częstochowa | 3:2 (25:16, 18:25, 25:15, 17:25, 15:10) | KP Polska Energia Sosnowiec            | 2000   |
| 22.02.2003  | 17:00 | Morze Szczecin                         | 3:1 (23:25, 27:25, 25:19, 25:16)        | NKS NTO Nysa                           | 600    |
| 22.02.2003  | 17:00 | GTPS Gorzów Wielkopolski               | 1:3 (22:25, 25:23, 28:30, 21:25)        | Ivett Jastrzębie Borynia               |        |
| 21.02.2003  | 18:00 | EKS Skra Bełchatów                     | 3:0 (25:23, 25:16, 25:23)               | Gwardia Wrocław                        | 1200   |
| 17. KOLEJKA |       |                                        |                                         |                                        |        |
| 01.03.2003  | 17:00 | PZU AZS Olsztyn                        | 1:3 (25:23, 20:25, 24:26, 22:25)        | Galaxia Pamapol Kaffee AZS Częstochowa | 2500   |
| 01.03.2003  | 17:00 | NKS NTO Nysa                           | 0:3 (23:25, 17:25, 16:25)               | Mostostal-Azoty Kędzierzyn-Koźle       | 800    |
| 01.03.2003  | 14:00 | KP Polska Energia Sosnowiec            | 2:3 (26:24, 25:16, 15:25, 20:25, 9:15)  | EKS Skra Bełchatów                     | 1400   |
| 01.03.2003  | 14:00 | Gwardia Wrocław                        | 0:3 (23:25, 21:25, 20:25)               | Ivett Jastrzębie Borynia               | 1400   |
| 01.03.2003  | 17:00 | Morze Szczecin                         | 3:0 (25:21, 25:22, 25:17)               | GTPS Gorzów Wielkopolski               | 900    |
| 18. KOLEJKA |       |                                        |                                         |                                        |        |
| 08.03.2003  | 14:00 | EKS Skra Bełchatów                     | 1:3 (25:27, 25:21, 23:25, 24:26)        | PZU AZS Olsztyn                        | 1100   |
| 08.03.2003  | 17:00 | Mostostal-Azoty Kędzierzyn-Koźle       | 3:0 (25:22, 25:13, 25:16)               | Morze Szczecin                         | 1200   |
| 08.03.2003  | 17:00 | Ivett Jastrzębie Borynia               | 3:1 (25:23, 25:15, 23:25, 25:23)        | KP Polska Energia Sosnowiec            | 700    |
| 08.03.2003  | 17:00 | Galaxia Pamapol Kaffee AZS Częstochowa | 3:0 (25:12, 25:18, 25:21)               | NKS NTO Nysa                           | 1200   |
| 08.03.2003  | 17:00 | GTPS Gorzów Wielkopolski               | 0:3 (18:25, 22:25, 22:25)               | Gwardia Wrocław                        |        |

### Tabela
| Lp. | Drużyna                                | Pkt | Mecze | Mecze | Mecze | Rodzaj wyniku | Rodzaj wyniku | Rodzaj wyniku | Rodzaj wyniku | Rodzaj wyniku | Rodzaj wyniku | Sety | Sety | Sety  | Małe punkty | Małe punkty | Małe punkty |
| Lp. | Drużyna                                | Pkt | M     | W     | P     | 3:0           | 3:1           | 3:2           | 2:3           | 1:3           | 0:3           | wyg. | prz. | stos. | zdob.       | str.        | stos.       |
| --- | -------------------------------------- | --- | ----- | ----- | ----- | ------------- | ------------- | ------------- | ------------- | ------------- | ------------- | ---- | ---- | ----- | ----------- | ----------- | ----------- |
| 1   | Mostostal-Azoty Kędzierzyn-Koźle       | 45  | 18    | 15    | 3     | 7             | 6             | 2             | 2             | 0             | 1             | 49   | 19   | 2.58  | 1596        | 1361        | 1.17        |
| 2   | Ivett Jastrzębie Borynia               | 44  | 18    | 15    | 3     | 8             | 5             | 2             | 1             | 0             | 2             | 47   | 18   | 2.61  | 1538        | 1358        | 1.13        |
| 3   | Galaxia Pamapol Kaffee AZS Częstochowa | 38  | 18    | 13    | 5     | 7             | 4             | 2             | 1             | 1             | 3             | 42   | 23   | 1.83  | 1505        | 1423        | 1.06        |
| 4   | EKS Skra Bełchatów                     | 31  | 18    | 10    | 8     | 8             | 1             | 1             | 2             | 2             | 4             | 36   | 27   | 1.33  | 1473        | 1431        | 1.03        |
| 5   | KP Polska Energia Sosnowiec            | 30  | 18    | 10    | 8     | 6             | 2             | 2             | 2             | 5             | 1             | 39   | 30   | 1.3   | 1553        | 1477        | 1.05        |
| 6   | Gwardia Wrocław                        | 27  | 18    | 8     | 10    | 3             | 4             | 1             | 4             | 0             | 6             | 32   | 36   | 0.89  | 1477        | 1519        | 0.97        |
| 7   | PZU AZS Olsztyn                        | 24  | 18    | 9     | 9     | 3             | 3             | 3             | 0             | 6             | 3             | 33   | 36   | 0.92  | 1564        | 1535        | 1.02        |
| 8   | Morze Szczecin                         | 15  | 18    | 5     | 13    | 1             | 3             | 1             | 1             | 3             | 9             | 20   | 44   | 0.45  | 1348        | 1506        | 0.9         |
| 9   | GTPS Gorzów Wielkopolski               | 8   | 18    | 2     | 16    | 1             | 1             | 0             | 2             | 8             | 6             | 18   | 49   | 0.37  | 1389        | 1606        | 0.86        |
| 10  | NKS NTO Nysa                           | 8   | 18    | 3     | 15    | 1             | 1             | 1             | 0             | 5             | 10            | 14   | 48   | 0.29  | 1270        | 1497        | 0.85        |

Źródło: plusliga.pl
Punktacja: 3:0 i 3:1 – 3 pkt; 3:2 – 2 pkt; 2:3 – 1 pkt; 1:3 i 0:3 – 0 pkt
Zasady ustalania kolejności: 1. liczba punktów; 2. bilans setów; 3. bilans małych punktów; 4. bilans w bezpośrednich meczach
     faza play-off
     faza play-out

### Miejsca po danych kolejkach
Uwaga: zestawienie nie uwzględnia w danej kolejce meczów przełożonych na późniejsze terminy. Kursywą wyróżniono miejsce zajmowane przez drużynę, która rozegrała mniej meczów niż przeciwnicy.
| Drużyna \ Kolejka                      | 1                  | 2  | 3  | 4  | 5  | 6  | 7  | 8  | 9  | 10 | 11 | 12 | 13 | 14 | 15 | 16 | 17 | 18 |   |
| -------------------------------------- | ------------------ | -- | -- | -- | -- | -- | -- | -- | -- | -- | -- | -- | -- | -- | -- | -- | -- | -- | - |
| Drużyna \ Kolejka                      | EKS Skra Bełchatów | 1  | 1  | 4  | 5  | 5  | 3  | 4  | 3  | 4  | 4  | 4  | 5  | 4  | 5  | 5  | 5  | 4  | 4 |
| Galaxia Pamapol Kaffee AZS Częstochowa | 4                  | 2  | 2  | 1  | 1  | 1  | 1  | 1  | 1  | 1  | 1  | 1  | 1  | 3  | 3  | 3  | 3  | 3  |   |
| GTPS Gorzów Wielkopolski               | 9                  | 8  | 8  | 10 | 10 | 9  | 10 | 10 | 10 | 10 | 10 | 9  | 9  | 9  | 9  | 9  | 9  | 9  |   |
| Gwardia Wrocław                        | 6                  | 7  | 6  | 6  | 7  | 7  | 7  | 8  | 7  | 7  | 6  | 6  | 6  | 6  | 6  | 6  | 6  | 6  |   |
| Ivett Jastrzębie Borynia               | 3                  | 3  | 1  | 2  | 2  | 4  | 2  | 2  | 2  | 2  | 2  | 2  | 2  | 1  | 2  | 2  | 2  | 2  |   |
| KP Polska Energia Sosnowiec            | 5                  | 4  | 3  | 4  | 3  | 2  | 3  | 5  | 5  | 5  | 5  | 4  | 5  | 4  | 4  | 4  | 5  | 5  |   |
| Morze Szczecin                         | 7                  | 9  | 9  | 9  | 9  | 8  | 8  | 7  | 8  | 8  | 8  | 8  | 8  | 8  | 8  | 8  | 8  | 8  |   |
| Mostostal-Azoty Kędzierzyn-Koźle       | 2                  | 5  | 5  | 3  | 4  | 5  | 5  | 4  | 3  | 3  | 3  | 3  | 3  | 2  | 1  | 1  | 1  | 1  |   |
| NKS NTO Nysa                           | 10                 | 10 | 10 | 8  | 8  | 10 | 9  | 9  | 9  | 9  | 9  | 10 | 10 | 10 | 10 | 10 | 10 | 10 |   |
| PZU AZS Olsztyn                        | 8                  | 6  | 7  | 7  | 6  | 6  | 6  | 6  | 6  | 6  | 7  | 7  | 7  | 7  | 7  | 7  | 7  | 7  |   |

## Faza play-off

### Drabinka
|  |              |                                        |              |                                        |              |              |              |   |                                  |                                  |                          |           |                          |           |           |           |                    |                    |                    |                    |                    |                    |                    |        |        |
|  | Ćwierćfinały | Ćwierćfinały                           | Ćwierćfinały | Ćwierćfinały                           | Ćwierćfinały | Ćwierćfinały | Ćwierćfinały |   |                                  | Półfinały                        | Półfinały                | Półfinały | Półfinały                | Półfinały | Półfinały | Półfinały |                    |                    | Finały             | Finały             | Finały             | Finały             | Finały             | Finały | Finały |
|  | Ćwierćfinały | Ćwierćfinały                           | Ćwierćfinały | Ćwierćfinały                           | Ćwierćfinały | Ćwierćfinały | Ćwierćfinały |   |                                  | Półfinały                        | Półfinały                | Półfinały | Półfinały                | Półfinały | Półfinały | Półfinały |                    |                    | Finały             | Finały             | Finały             | Finały             | Finały             | Finały | Finały |
|  |              |                                        |              |                                        |              |              |              |   |                                  |                                  |                          |           |                          |           |           |           |                    |                    |                    |                    |                    |                    |                    |        |        |
|  |              |                                        |              |                                        |              |              |              |   |                                  |                                  |                          |           |                          |           |           |           |                    |                    |                    |                    |                    |                    |                    |        |        |
|  | 1            | Mostostal-Azoty Kędzierzyn-Koźle       | 3            | 3                                      | 3            |              |              |   |                                  |                                  |                          |           |                          |           |           |           |                    |                    |                    |                    |                    |                    |                    |        |        |
|  | 1            | Mostostal-Azoty Kędzierzyn-Koźle       | 3            | 3                                      | 3            |              |              |   |                                  |                                  |                          |           |                          |           |           |           |                    |                    |                    |                    |                    |                    |                    |        |        |
|  | 8            | Morze Szczecin                         | 1            | 0                                      | 1            |              |              |   |                                  |                                  |                          |           |                          |           |           |           |                    |                    |                    |                    |                    |                    |                    |        |        |
|  | 8            | Morze Szczecin                         | 1            | 0                                      | 1            |              |              | 1 | Mostostal-Azoty Kędzierzyn-Koźle | 3                                | 3                        | 3         |                          |           |           |           |                    |                    |                    |                    |                    |                    |                    |        |        |
|  |              |                                        |              |                                        |              |              |              | 1 | Mostostal-Azoty Kędzierzyn-Koźle | 3                                | 3                        | 3         |                          |           |           |           |                    |                    |                    |                    |                    |                    |                    |        |        |
|  |              |                                        | 5            | KP Polska Energia Sosnowiec            | 1            | 0            | 1            |   |                                  |                                  |                          |           |                          |           |           |           |                    |                    |                    |                    |                    |                    |                    |        |        |
|  | 4            | EKS Skra Bełchatów                     | 5            | KP Polska Energia Sosnowiec            | 1            | 0            | 1            | 1 | 1                                | 3                                | 2                        |           |                          |           |           |           |                    |                    |                    |                    |                    |                    |                    |        |        |
|  | 4            | EKS Skra Bełchatów                     |              |                                        |              |              |              |   |                                  |                                  |                          |           |                          |           |           |           |                    |                    |                    |                    |                    |                    |                    |        |        |
|  | 5            | KP Polska Energia Sosnowiec            | 3            | 3                                      | 1            | 3            |              |   |                                  |                                  |                          |           |                          |           |           |           |                    |                    |                    |                    |                    |                    |                    |        |        |
|  | 5            | KP Polska Energia Sosnowiec            | 3            | 3                                      | 1            | 3            |              |   | 1                                | Mostostal-Azoty Kędzierzyn-Koźle | 3                        | 3         | 0                        | 2         | 3         |           |                    |                    |                    |                    |                    |                    |                    |        |        |
|  |              |                                        |              |                                        |              |              |              |   |                                  |                                  |                          |           |                          |           |           |           |                    |                    |                    |                    |                    |                    |                    |        |        |
|  |              |                                        | 3            | Galaxia Pamapol Kaffee AZS Częstochowa | 1            | 0            | 3            | 3 | 1                                |                                  |                          |           |                          |           |           |           |                    |                    |                    |                    |                    |                    |                    |        |        |
|  | 2            | Ivett Jastrzębie Borynia               | 3            | Galaxia Pamapol Kaffee AZS Częstochowa | 1            | 0            | 3            | 3 | 1                                | 3                                | 3                        | 1         | 0                        | 3         |           |           |                    |                    |                    |                    |                    |                    |                    |        |        |
|  | 2            | Ivett Jastrzębie Borynia               |              |                                        |              |              |              |   |                                  |                                  |                          | 1         | 0                        | 3         |           |           |                    |                    |                    |                    |                    |                    |                    |        |        |
|  | 7            | PZU AZS Olsztyn                        | 2            | 0                                      | 3            | 3            | 0            |   |                                  |                                  |                          |           |                          |           |           |           |                    |                    |                    |                    |                    |                    |                    |        |        |
|  | 7            | PZU AZS Olsztyn                        | 2            | 0                                      | 3            | 3            | 0            |   |                                  | 2                                | Ivett Jastrzębie Borynia | 2         | 2                        | 0         |           |           | Mecze o 3. miejsce | Mecze o 3. miejsce | Mecze o 3. miejsce | Mecze o 3. miejsce | Mecze o 3. miejsce | Mecze o 3. miejsce | Mecze o 3. miejsce |        |        |
|  |              |                                        |              |                                        |              |              |              |   |                                  | 2                                | Ivett Jastrzębie Borynia | 2         | 2                        | 0         |           |           | Mecze o 3. miejsce | Mecze o 3. miejsce | Mecze o 3. miejsce | Mecze o 3. miejsce | Mecze o 3. miejsce | Mecze o 3. miejsce | Mecze o 3. miejsce |        |        |
|  |              |                                        | 3            | Galaxia Pamapol Kaffee AZS Częstochowa | 3            | 3            | 3            |   |                                  |                                  |                          |           |                          |           |           |           |                    |                    |                    |                    |                    |                    |                    |        |        |
|  | 3            | Galaxia Pamapol Kaffee AZS Częstochowa | 3            | Galaxia Pamapol Kaffee AZS Częstochowa | 3            | 3            | 3            | 3 | 3                                | 3                                |                          |           |                          |           |           |           |                    |                    |                    |                    |                    |                    |                    |        |        |
|  | 3            | Galaxia Pamapol Kaffee AZS Częstochowa |              |                                        |              |              |              |   |                                  |                                  |                          | 2         | Ivett Jastrzębie Borynia | 3         | 3         | 3         |                    |                    |                    |                    |                    |                    |                    |        |        |
|  | 6            | Hefra Gwardia Wrocław                  | 2            | 2                                      | 1            |              |              |   |                                  |                                  |                          | 2         | Ivett Jastrzębie Borynia | 3         | 3         | 3         |                    |                    |                    |                    |                    |                    |                    |        |        |
|  | 6            | Hefra Gwardia Wrocław                  | 2            | 2                                      | 1            |              |              | 5 | KP Polska Energia Sosnowiec      | 1                                | 2                        | 1         |                          |           |           |           |                    |                    |                    |                    |                    |                    |                    |        |        |
|  |              |                                        |              |                                        |              |              |              | 5 | KP Polska Energia Sosnowiec      | 1                                | 2                        | 1         |                          |           |           |           |                    |                    |                    |                    |                    |                    |                    |        |        |

|  |                     |                       |                     |                     |                     |   |   |                    |                    |                    |                    |                    |
|  | Mecze o miejsca 5-8 | Mecze o miejsca 5-8   | Mecze o miejsca 5-8 | Mecze o miejsca 5-8 | Mecze o miejsca 5-8 |   |   | Mecze o 5. miejsce | Mecze o 5. miejsce | Mecze o 5. miejsce | Mecze o 5. miejsce | Mecze o 5. miejsce |
|  | Mecze o miejsca 5-8 | Mecze o miejsca 5-8   | Mecze o miejsca 5-8 | Mecze o miejsca 5-8 | Mecze o miejsca 5-8 |   |   | Mecze o 5. miejsce | Mecze o 5. miejsce | Mecze o 5. miejsce | Mecze o 5. miejsce | Mecze o 5. miejsce |
|  |                     |                       |                     |                     |                     |   |   |                    |                    |                    |                    |                    |
|  |                     |                       |                     |                     |                     |   |   |                    |                    |                    |                    |                    |
|  | 4                   | EKS Skra Bełchatów    | 3                   | 3                   |                     |   |   |                    |                    |                    |                    |                    |
|  | 4                   | EKS Skra Bełchatów    | 3                   | 3                   |                     |   |   |                    |                    |                    |                    |                    |
|  | 8                   | Morze Szczecin        | 2                   | 2                   |                     |   |   |                    |                    |                    |                    |                    |
|  | 8                   | Morze Szczecin        | 2                   | 2                   |                     |   | 4 | EKS Skra Bełchatów | 2                  | 3                  | 0                  |                    |
|  |                     |                       |                     |                     |                     |   | 4 | EKS Skra Bełchatów | 2                  | 3                  | 0                  |                    |
|  |                     |                       | 7                   | PZU AZS Olsztyn     | 3                   | 1 | 3 |                    |                    |                    |                    |                    |
|  | 6                   | Hefra Gwardia Wrocław | 7                   | PZU AZS Olsztyn     | 3                   | 1 | 3 | 1                  | 2                  |                    |                    |                    |
|  | 6                   | Hefra Gwardia Wrocław |                     |                     |                     |   |   |                    |                    |                    |                    |                    |
|  | 7                   | PZU AZS Olsztyn       | 3                   | 3                   |                     |   |   |                    |                    |                    |                    |                    |
|  | 7                   | PZU AZS Olsztyn       | 3                   | 3                   | Mecze o 7. miejsce  |   |   |                    |                    |                    |                    |                    |
|  |                     |                       |                     |                     |                     |   |   |                    |                    |                    |                    |                    |
|  |                     |                       |                     |                     |                     |   |   |                    |                    |                    |                    |                    |
|  |                     |                       |                     |                     |                     |   |   |                    |                    |                    |                    |                    |
|  | 6                   | Hefra Gwardia Wrocław | 3                   | 3                   |                     |   |   |                    |                    |                    |                    |                    |
|  | 6                   | Hefra Gwardia Wrocław | 3                   | 3                   |                     |   |   |                    |                    |                    |                    |                    |
|  | 8                   | Morze Szczecin        | 1                   | 2                   |                     |   |   |                    |                    |                    |                    |                    |
|  | 8                   | Morze Szczecin        | 1                   | 2                   |                     |   |   |                    |                    |                    |                    |                    |

### I runda

#### Ćwierćfinały
(do trzech zwycięstw)
| Data                                   | Godz.                                  | Gospodarz                              | Rezultat                                | Gość                                   | Widzów                      |
| -------------------------------------- | -------------------------------------- | -------------------------------------- | --------------------------------------- | -------------------------------------- | --------------------------- |
| Mostostal-Azoty Kędzierzyn-Koźle       | Mostostal-Azoty Kędzierzyn-Koźle       | Mostostal-Azoty Kędzierzyn-Koźle       | 3 – 0                                   | Morze Szczecin                         | Morze Szczecin              |
| 15.03.2003                             | 14:00                                  | Mostostal-Azoty Kędzierzyn-Koźle       | 3:1 (29:31, 30:28, 25:18, 25:21)        | Morze Szczecin                         | 1100                        |
| 16.03.2003                             | 12:00                                  | Mostostal-Azoty Kędzierzyn-Koźle       | 3:0 (25:20, 25:15, 25:22)               | Morze Szczecin                         | 800                         |
| 29.03.2003                             | 17:00                                  | Morze Szczecin                         | 1:3 (17:25, 15:25, 25:21, 18:25)        | Mostostal-Azoty Kędzierzyn-Koźle       | 900                         |
| EKS Skra Bełchatów                     | EKS Skra Bełchatów                     | EKS Skra Bełchatów                     | 1 – 3                                   | KP Polska Energia Sosnowiec            | KP Polska Energia Sosnowiec |
| 22.03.2003                             | 17:00                                  | EKS Skra Bełchatów                     | 1:3 (25:20, 22:25, 26:28, 17:25)        | KP Polska Energia Sosnowiec            | 600                         |
| 23.03.2003                             | 11:00                                  | EKS Skra Bełchatów                     | 1:3 (25:19, 17:25, 17:25, 14:25)        | KP Polska Energia Sosnowiec            | 700                         |
| 29.03.2003                             | 14:00                                  | KP Polska Energia Sosnowiec            | 1:3 (21:25, 25:18, 25:27, 20:25)        | EKS Skra Bełchatów                     | 1200                        |
| 30.03.2003                             | 12:00                                  | KP Polska Energia Sosnowiec            | 3:2 (25:22, 26:28, 25:18, 24:26, 15:12) | EKS Skra Bełchatów                     | 500                         |
| Ivett Jastrzębie Borynia               | Ivett Jastrzębie Borynia               | Ivett Jastrzębie Borynia               | 3 – 2                                   | PZU AZS Olsztyn                        | PZU AZS Olsztyn             |
| 22.03.2003                             | 17:00                                  | Ivett Jastrzębie Borynia               | 3:2 (20:25, 20:25, 25:14, 25:19, 15:11) | PZU AZS Olsztyn                        |                             |
| 23.03.2003                             | 17:00                                  | Ivett Jastrzębie Borynia               | 3:0 (25:21, 25:17, 25:16)               | PZU AZS Olsztyn                        | 500                         |
| 29.03.2003                             | 17:00                                  | PZU AZS Olsztyn                        | 3:1 (25:22, 22:25, 25:15, 29:27)        | Ivett Jastrzębie Borynia               | 1500                        |
| 30.03.2003                             | 12:00                                  | PZU AZS Olsztyn                        | 3:0 (25:17, 25:15, 25:23)               | Ivett Jastrzębie Borynia               |                             |
| 02.04.2003                             | 18:00                                  | Ivett Jastrzębie Borynia               | 3:0 (25:17, 25:19, 25:17)               | PZU AZS Olsztyn                        | 800                         |
| Galaxia Pamapol Kaffee AZS Częstochowa | Galaxia Pamapol Kaffee AZS Częstochowa | Galaxia Pamapol Kaffee AZS Częstochowa | 3 – 0                                   | Hefra Gwardia Wrocław                  | Hefra Gwardia Wrocław       |
| 22.03.2003                             | 14:00                                  | Galaxia Pamapol Kaffee AZS Częstochowa | 3:2 (23:25, 25:22, 21:25, 25:19, 17:15) | Hefra Gwardia Wrocław                  | 2000                        |
| 23.03.2003                             | 12:00                                  | Galaxia Pamapol Kaffee AZS Częstochowa | 3:2 (25:19, 25:27, 17:25, 25:20, 15:10) | Hefra Gwardia Wrocław                  | 1900                        |
| 29.03.2003                             | 14:00                                  | Hefra Gwardia Wrocław                  | 1:3 (20:25, 14:25, 25:16, 20:25)        | Galaxia Pamapol Kaffee AZS Częstochowa | 950                         |

### II runda

#### Półfinały
(do trzech zwycięstw)
| Data                             | Godz.                            | Gospodarz                              | Rezultat                                | Gość                                   | Widzów                                 |
| -------------------------------- | -------------------------------- | -------------------------------------- | --------------------------------------- | -------------------------------------- | -------------------------------------- |
| Mostostal-Azoty Kędzierzyn-Koźle | Mostostal-Azoty Kędzierzyn-Koźle | Mostostal-Azoty Kędzierzyn-Koźle       | 3 – 0                                   | KP Polska Energia Sosnowiec            | KP Polska Energia Sosnowiec            |
| 05.04.2003                       | 14:00                            | Mostostal-Azoty Kędzierzyn-Koźle       | 3:1 (22:25, 25:19, 25:23, 25:20)        | KP Polska Energia Sosnowiec            | 1300                                   |
| 06.04.2003                       | 12:00                            | Mostostal-Azoty Kędzierzyn-Koźle       | 3:0 (25:16, 25:20, 25:16)               | KP Polska Energia Sosnowiec            | 1250                                   |
| 12.04.2003                       | 17:00                            | KP Polska Energia Sosnowiec            | 1:3 (20:25, 25:27, 25:20, 22:25)        | Mostostal-Azoty Kędzierzyn-Koźle       | 1700                                   |
| Ivett Jastrzębie Borynia         | Ivett Jastrzębie Borynia         | Ivett Jastrzębie Borynia               | 0 – 3                                   | Galaxia Pamapol Kaffee AZS Częstochowa | Galaxia Pamapol Kaffee AZS Częstochowa |
| 05.04.2003                       | 17:00                            | Ivett Jastrzębie Borynia               | 2:3 (23:25, 25:21, 25:23, 21:25, 14:16) | Galaxia Pamapol Kaffee AZS Częstochowa |                                        |
| 06.04.2003                       | 14:00                            | Ivett Jastrzębie Borynia               | 2:3 (25:19, 20:25, 25:19, 21:25, 13:15) | Galaxia Pamapol Kaffee AZS Częstochowa | 500                                    |
| 12.04.2003                       | 14:00                            | Galaxia Pamapol Kaffee AZS Częstochowa | 3:0 (25:21, 25:23, 25:19)               | Ivett Jastrzębie Borynia               | 3600                                   |

#### Mecze o miejsca 5-8
(do dwóch zwycięstw)
| Data                  | Godz.                 | Gospodarz             | Rezultat                                | Gość                  | Widzów          |
| --------------------- | --------------------- | --------------------- | --------------------------------------- | --------------------- | --------------- |
| EKS Skra Bełchatów    | EKS Skra Bełchatów    | EKS Skra Bełchatów    | 2 – 0                                   | Morze Szczecin        | Morze Szczecin  |
| 05.04.2003            | 17:00                 | Morze Szczecin        | 2:3 (20:25, 25:18, 25:23, 20:25, 12:15) | EKS Skra Bełchatów    | 650             |
| 12.04.2003            | 17:00                 | EKS Skra Bełchatów    | 3:2 (20:25, 25:14, 20:25, 25:15, 16:14) | Morze Szczecin        | 800             |
| Hefra Gwardia Wrocław | Hefra Gwardia Wrocław | Hefra Gwardia Wrocław | 0 – 2                                   | PZU AZS Olsztyn       | PZU AZS Olsztyn |
| 05.04.2003            | 17:00                 | PZU AZS Olsztyn       | 3:1 (25:18, 25:18, 21:25, 25:19)        | Hefra Gwardia Wrocław | 1200            |
| 11.04.2003            | 18:00                 | Hefra Gwardia Wrocław | 2:3 (25:23, 25:22, 21:25, 22:25, 13:15) | PZU AZS Olsztyn       | 270             |

### III runda

#### Finały
(do trzech zwycięstw)
| Data                             | Godz.                            | Gospodarz                              | Rezultat                               | Gość                                   | Widzów                                 |
| -------------------------------- | -------------------------------- | -------------------------------------- | -------------------------------------- | -------------------------------------- | -------------------------------------- |
| Mostostal-Azoty Kędzierzyn-Koźle | Mostostal-Azoty Kędzierzyn-Koźle | Mostostal-Azoty Kędzierzyn-Koźle       | 3 – 2                                  | Galaxia Pamapol Kaffee AZS Częstochowa | Galaxia Pamapol Kaffee AZS Częstochowa |
| 26.04.2003                       | 14:00                            | Mostostal-Azoty Kędzierzyn-Koźle       | 3:1 (25:22, 22:25, 27:25, 25:15)       | Galaxia Pamapol Kaffee AZS Częstochowa | 1300                                   |
| 27.04.2003                       | 12:00                            | Mostostal-Azoty Kędzierzyn-Koźle       | 3:0 (25:17, 30:28, 25:22)              | Galaxia Pamapol Kaffee AZS Częstochowa | 1300                                   |
| 03.05.2003                       | 14:00                            | Galaxia Pamapol Kaffee AZS Częstochowa | 3:0 (25:21, 27:25, 25:19)              | Mostostal-Azoty Kędzierzyn-Koźle       | 4000                                   |
| 04.05.2003                       | 15:00                            | Galaxia Pamapol Kaffee AZS Częstochowa | 3:2 (25:15, 19:25, 22:25, 25:19, 15:9) | Mostostal-Azoty Kędzierzyn-Koźle       | 4000                                   |
| 07.05.2003                       | 18:00                            | Mostostal-Azoty Kędzierzyn-Koźle       | 3:1 (25:20, 23:25, 25:18, 25:19)       | Galaxia Pamapol Kaffee AZS Częstochowa | 1500                                   |

#### Mecze o 3. miejsce
(do trzech zwycięstw)
| Data                     | Godz.                    | Gospodarz                   | Rezultat                                | Gość                        | Widzów                      |
| ------------------------ | ------------------------ | --------------------------- | --------------------------------------- | --------------------------- | --------------------------- |
| Ivett Jastrzębie Borynia | Ivett Jastrzębie Borynia | Ivett Jastrzębie Borynia    | 3 – 0                                   | KP Polska Energia Sosnowiec | KP Polska Energia Sosnowiec |
| 26.04.2003               | 17:00                    | Ivett Jastrzębie Borynia    | 3:1 (25:17, 21:25, 25:23, 25:23)        | KP Polska Energia Sosnowiec |                             |
| 27.04.2003               | 12:00                    | Ivett Jastrzębie Borynia    | 3:2 (25:15, 22:25, 22:25, 26:24, 15:11) | KP Polska Energia Sosnowiec | 400                         |
| 03.05.2003               | 17:00                    | KP Polska Energia Sosnowiec | 1:3 (33:31, 19:25, 19:25, 19:25)        | Ivett Jastrzębie Borynia    | 600                         |

#### Mecze o 5. miejsce
(do dwóch zwycięstw)
| Data               | Godz.              | Gospodarz          | Rezultat                                | Gość               | Widzów          |
| ------------------ | ------------------ | ------------------ | --------------------------------------- | ------------------ | --------------- |
| EKS Skra Bełchatów | EKS Skra Bełchatów | EKS Skra Bełchatów | 1 – 2                                   | PZU AZS Olsztyn    | PZU AZS Olsztyn |
| 25.04.2003         | 18:00              | PZU AZS Olsztyn    | 3:2 (25:23, 23:25, 23:25, 25:23, 15:10) | EKS Skra Bełchatów | 800             |
| 02.05.2003         | 17:00              | EKS Skra Bełchatów | 3:1 (25:16, 18:25, 25:22, 29:27)        | PZU AZS Olsztyn    |                 |
| 03.05.2003         | 17:00              | EKS Skra Bełchatów | 0:3 (22:25, 20:25, 22:25)               | PZU AZS Olsztyn    | 400             |

#### Mecze o 7. miejsce
(do dwóch zwycięstw)
| Data                  | Godz.                 | Gospodarz             | Rezultat                               | Gość                  | Widzów         |
| --------------------- | --------------------- | --------------------- | -------------------------------------- | --------------------- | -------------- |
| Hefra Gwardia Wrocław | Hefra Gwardia Wrocław | Hefra Gwardia Wrocław | 2 – 0                                  | Morze Szczecin        | Morze Szczecin |
| 25.04.2003            | 18:00                 | Morze Szczecin        | 1:3 (16:25, 20:25, 25:20, 19:25)       | Hefra Gwardia Wrocław | 180            |
| 26.04.2003            | 17:00                 | Morze Szczecin        | 2:3 (26:24, 25:22, 21:25, 20:25, 9:15) | Hefra Gwardia Wrocław | 160            |

Uwaga: Za zgodą klubów oba mecze rozegrane zostały w Szczecinie.

## Faza play-out

### Mecze o 9. miejsce
(do czterech zwycięstw)
| Data                     | Godz.                    | Gospodarz                | Rezultat                                | Gość                     | Widzów       |
| ------------------------ | ------------------------ | ------------------------ | --------------------------------------- | ------------------------ | ------------ |
| GTPS Gorzów Wielkopolski | GTPS Gorzów Wielkopolski | GTPS Gorzów Wielkopolski | 3 – 4                                   | NKS NTO Nysa             | NKS NTO Nysa |
| 22.03.2003               | 17:00                    | GTPS Gorzów Wielkopolski | 1:3 (20:25, 25:23, 22:25, 16:25)        | NKS NTO Nysa             | 800          |
| 29.03.2003               | 17:00                    | NKS NTO Nysa             | 3:2 (23:25, 25:22, 25:14, 18:25, 15:13) | GTPS Gorzów Wielkopolski | 1000         |
| 05.04.2003               | 17:00                    | GTPS Gorzów Wielkopolski | 3:1 (23:25, 25:19, 25:22, 25:16)        | NKS NTO Nysa             | 600          |
| 06.04.2003               | 12:00                    | GTPS Gorzów Wielkopolski | 3:0 (25:21, 25:19, 26:24)               | NKS NTO Nysa             | 600          |
| 12.04.2003               | 17:00                    | NKS NTO Nysa             | 3:0 (25:18, 25:16, 26:24)               | GTPS Gorzów Wielkopolski | 600          |
| 13.04.2003               | 12:00                    | NKS NTO Nysa             | 1:3 (21:25, 22:25, 25:23, 21:25)        | GTPS Gorzów Wielkopolski | 600          |
| 17.04.2003               | 17:00                    | GTPS Gorzów Wielkopolski | 0:3 (16:25, 17:25, 21:25)               | NKS NTO Nysa             | 900          |

## Baraże
(do trzech zwycięstw)
| Data         | Godz.        | Gospodarz     | Rezultat                               | Gość          | Widzów        |
| ------------ | ------------ | ------------- | -------------------------------------- | ------------- | ------------- |
| NKS NTO Nysa | NKS NTO Nysa | NKS NTO Nysa  | 3 – 2                                  | Górnik Radlin | Górnik Radlin |
| 03.05.2003   |              | NKS NTO Nysa  | 3:1 (25:20, 25:17, 20:25, 25:21)       | Górnik Radlin |               |
| 04.05.2003   |              | NKS NTO Nysa  | 3:2 (25:20, 22:25, 25:16, 24:26, 15:9) | Górnik Radlin |               |
| 10.05.2003   |              | Górnik Radlin | 3:1 (20:25, 25:21, 25:19, 25:18)       | NKS NTO Nysa  |               |
| 10.05.2003   |              | Górnik Radlin | 3:1 (21:25, 25:21, 26:24, 25:23)       | NKS NTO Nysa  |               |
| 10.05.2003   | 18:00        | NKS NTO Nysa  | 3:1 (25:19, 21:25, 25:19, 25:21)       | Górnik Radlin | 1200          |

## Klasyfikacja końcowa
| Lp. | Drużyna                                |
| --- | -------------------------------------- |
| 1   | Mostostal-Azoty Kędzierzyn-Koźle       |
| 2   | Galaxia Pamapol Kaffee AZS Częstochowa |
| 3   | Ivett Jastrzębie Borynia               |
| 4   | KP Polska Energia Sosnowiec            |
| 5   | PZU AZS Olsztyn                        |
| 6   | EKS Skra Bełchatów                     |
| 7   | Hefra Gwardia Wrocław                  |
| 8   | Morze Szczecin                         |
| 9   | NKS NTO Nysa                           |
| 10  | GTPS Gorzów Wielkopolski               |

| Mistrzostwo                      |
| -------------------------------- |
| Mostostal-Azoty Kędzierzyn-Koźle |
| Puchar                           |
| KP Polska Energia Sosnowiec      |
| Spadek do I ligi serii B         |
| GTPS Gorzów Wielkopolski         |
| Awans z I ligi serii B           |
| AZS Politechnika Warszawska      |

Uwaga: Klub KP Polska Energia Sosnowiec zapewnił sobie udział w Lidze Mistrzów jako zdobywca Pucharu Polski.

## Statystyki

### Sety, małe punkty i liczba widzów
| Faza zasadnicza                               |                                               |                                               |                                               |                                               |                                               |                                               |                                               |                               |                               |                               |                               |                               |                               |                               |                               |
| Kolejka                                       | Mecze                                         | Sety                                          | Średnio na mecz                               | Małe punkty                                   | Średnio na set                                | Liczba widzów                                 | Średnio na mecz                               | Kolejka                       | Mecze                         | Sety                          | Średnio na mecz               | Małe punkty                   | Średnio na set                | Liczba widzów                 | Średnio na mecz               |
| 1                                             | 5                                             | 20                                            | 4,00                                          | 871                                           | 43,55                                         |                                               |                                               | 10                            | 5                             | 15                            | 3,00                          | 664                           | 44,27                         |                               |                               |
| 2                                             | 5                                             | 19                                            | 3,80                                          | 847                                           | 44,58                                         | 5700                                          | 1140                                          | 11                            | 5                             | 17                            | 3,40                          | 759                           | 44,65                         |                               |                               |
| 3                                             | 5                                             | 18                                            | 3,60                                          | 827                                           | 45,94                                         |                                               |                                               | 12                            | 5                             | 18                            | 3,60                          | 791                           | 43,94                         |                               |                               |
| 4                                             | 5                                             | 21                                            | 4,20                                          | 934                                           | 44,48                                         | 6850                                          | 1370                                          | 13                            | 5                             | 17                            | 3,40                          | 745                           | 43,82                         |                               |                               |
| 5                                             | 5                                             | 19                                            | 3,80                                          | 779                                           | 41,00                                         |                                               |                                               | 14                            | 5                             | 16                            | 3,20                          | 742                           | 46,38                         | 5500                          | 1100                          |
| 6                                             | 5                                             | 19                                            | 3,80                                          | 877                                           | 46,16                                         |                                               |                                               | 15                            | 5                             | 19                            | 3,80                          | 873                           | 45,95                         |                               |                               |
| 7                                             | 5                                             | 22                                            | 4,40                                          | 958                                           | 43,55                                         |                                               |                                               | 16                            | 5                             | 20                            | 4,00                          | 893                           | 44,65                         |                               |                               |
| 8                                             | 5                                             | 17                                            | 3,40                                          | 771                                           | 45,35                                         |                                               |                                               | 17                            | 5                             | 18                            | 3,60                          | 795                           | 44,17                         | 7000                          | 1400                          |
| 9                                             | 5                                             | 18                                            | 3,60                                          | 818                                           | 45,44                                         |                                               |                                               | 18                            | 5                             | 17                            | 3,40                          | 769                           | 45,24                         |                               |                               |
| Podsumowanie rundy pierwszej (po 9 kolejkach) | Podsumowanie rundy pierwszej (po 9 kolejkach) | Podsumowanie rundy pierwszej (po 9 kolejkach) | Podsumowanie rundy pierwszej (po 9 kolejkach) | Podsumowanie rundy pierwszej (po 9 kolejkach) | Podsumowanie rundy pierwszej (po 9 kolejkach) | Podsumowanie rundy pierwszej (po 9 kolejkach) | Podsumowanie rundy pierwszej (po 9 kolejkach) | Podsumowanie rundy rewanżowej | Podsumowanie rundy rewanżowej | Podsumowanie rundy rewanżowej | Podsumowanie rundy rewanżowej | Podsumowanie rundy rewanżowej | Podsumowanie rundy rewanżowej | Podsumowanie rundy rewanżowej | Podsumowanie rundy rewanżowej |
| 1-9                                           | 45                                            | 173                                           | 3,84                                          | 7682                                          | 44,40                                         |                                               |                                               | 10-18                         | 45                            | 157                           | 3,49                          | 7031                          | 44,78                         |                               |                               |
| Faza play-off / Faza play-out                 |                                               |                                               |                                               |                                               |                                               |                                               |                                               |                               |                               |                               |                               |                               |                               |                               |                               |
| Runda                                         | Mecze                                         | Sety                                          | Średnio na mecz                               | Małe punkty                                   | Średnio na set                                | Liczba widzów                                 | Średnio na mecz                               | Runda                         | Mecze                         | Sety                          | Średnio na mecz               | Małe punkty                   | Średnio na set                | Liczba widzów                 | Średnio na mecz               |
| Ćwierćfinały                                  | 15                                            | 60                                            | 4,00                                          | 2643                                          | 44,05                                         |                                               |                                               | O miejsca 5-8                 | 4                             | 19                            | 4,75                          | 799                           | 42,05                         | 2920                          | 730                           |
| Półfinały                                     | 6                                             | 24                                            | 4,00                                          | 1063                                          | 44,29                                         |                                               |                                               | O 5. miejsce                  | 3                             | 12                            | 4,00                          | 543                           | 45,25                         |                               |                               |
| O 3. miejsce                                  | 3                                             | 13                                            | 4,33                                          | 590                                           | 45,38                                         |                                               |                                               | O 7. miejsce                  | 2                             | 9                             | 4,50                          | 387                           | 43,00                         | 340                           | 170                           |
| Finały                                        | 5                                             | 19                                            | 3,80                                          | 854                                           | 44,95                                         | 12100                                         | 2420                                          | O 9. miejsce                  | 7                             | 26                            | 3,71                          | 1156                          | 44,46                         | 5100                          | 729                           |

| Podsumowanie sezonu |       |      |                 |             |                |               |                 |
| Faza                | Mecze | Sety | Średnio na mecz | Małe punkty | Średnio na set | Liczba widzów | Średnio na mecz |
| Faza zasadnicza     | 90    | 330  | 3,67            | 14713       | 44,58          |               |                 |
| Faza play-off       | 38    | 156  | 4,11            | 6879        | 44,10          |               |                 |
| Faza play-out       | 7     | 26   | 3,71            | 1156        | 44,46          | 5100          | 729             |
| RAZEM               | 135   | 512  | 3,79            | 22748       | 44,43          |               |                 |

## Prawa transmisyjne
Pod koniec listopada 2002 roku prawa do transmisji Polskiej Ligi Siatkówki przejęła Telewizja Polsat. W każdej kolejce (począwszy od 7. kolejki) w TV4 pokazywany był jeden mecz grany o godzinie 14:00. Wybrane spotkania retransmitowane były w Polsacie Sport oraz w nocnym paśmie sportowym w Polsacie. Piąte spotkanie finałowe PLS transmitowane było w Polsacie 2. 1 marca 2003 roku TVP3 Katowice retransmitowała mecz 17. kolejki KP Polska Energia Sosnowiec – EKS Skra Bełchatów.
W sezonie 2002/2003 w TV4 i Polsacie 2 łącznie pokazano 20 spotkań Polskiej Ligi Siatkówki.
| Lista meczów PLS pokazanych w TV4 i Polsacie 2 | Lista meczów PLS pokazanych w TV4 i Polsacie 2 | Lista meczów PLS pokazanych w TV4 i Polsacie 2                            |
| Faza zasadnicza                                | Faza zasadnicza                                | Faza zasadnicza                                                           |
| Kolejka                                        | Data                                           | Mecz                                                                      |
| ---------------------------------------------- | ---------------------------------------------- | ------------------------------------------------------------------------- |
| 7                                              | 07.12.2002                                     | KP Polska Energia Sosnowiec – Galaxia Pamapol AZS Częstochowa             |
| 8                                              | 14.12.2002                                     | Galaxia Pamapol AZS Częstochowa – PZU AZS Olsztyn                         |
| 9                                              | 21.12.2002                                     | PZU AZS Olsztyn – EKS Skra Bełchatów                                      |
| 10                                             | 11.01.2003                                     | PZU AZS Olsztyn – Ivett Jastrzębie Borynia                                |
| 11                                             | 18.01.2003                                     | Galaxia Pamapol Kaffee AZS Częstochowa – Mostostal-Azoty Kędzierzyn-Koźle |
| 12                                             | 25.01.2003                                     | Mostostal-Azoty Kędzierzyn-Koźle – EKS Skra Bełchatów                     |
| 13                                             | 01.02.2003                                     | Ivett Jastrzębie Borynia – Mostostal-Azoty Kędzierzyn-Koźle               |
| 14                                             | 08.02.2003                                     | Galaxia Pamapol Kaffee AZS Częstochowa – Ivett Jastrzębie Borynia         |
| 15                                             | 15.02.2003                                     | KP Polska Energia Sosnowiec – Mostostal-Azoty Kędzierzyn-Koźle            |
| 16                                             | 22.02.2003                                     | Galaxia Pamapol Kaffee AZS Częstochowa – KP Polska Energia Sosnowiec      |
| 17                                             | 01.03.2003                                     | Gwardia Wrocław – Ivett Jastrzębie Borynia                                |
| 18                                             | 08.03.2003                                     | EKS Skra Bełchatów – PZU AZS Olsztyn                                      |
| Faza play-off                                  |                                                |                                                                           |
| Runda                                          | Data                                           | Mecz                                                                      |
| Ćwierćfinały                                   | 15.03.2003                                     | Mostostal-Azoty Kędzierzyn-Koźle – Morze Szczecin                         |
| Ćwierćfinały                                   | 22.03.2003                                     | Galaxia Pamapol Kaffee AZS Częstochowa – Hefra Gwardia Wrocław            |
| Ćwierćfinały                                   | 29.03.2003                                     | KP Polska Energia Sosnowiec – EKS Skra Bełchatów                          |
| Półfinały                                      | 05.04.2003                                     | Mostostal-Azoty Kędzierzyn-Koźle – KP Polska Energia Sosnowiec            |
| Półfinały                                      | 12.04.2003                                     | Galaxia Pamapol Kaffee AZS Częstochowa – Ivett Jastrzębie Borynia         |
| Finały                                         | 26.04.2003                                     | Mostostal-Azoty Kędzierzyn-Koźle – Galaxia Pamapol Kaffee AZS Częstochowa |
| Finały                                         | 03.05.2003                                     | Galaxia Pamapol Kaffee AZS Częstochowa – Mostostal-Azoty Kędzierzyn-Koźle |
| Finały                                         | 07.05.2003                                     | Mostostal-Azoty Kędzierzyn-Koźle – Galaxia Pamapol Kaffee AZS Częstochowa |

## Transfery
| Mostostal-Azoty Kędzierzyn-Koźle | Mostostal-Azoty Kędzierzyn-Koźle | Mostostal-Azoty Kędzierzyn-Koźle |
| Przychodzą                       | Odchodzą                         |                                  |
| -------------------------------- | -------------------------------- | -------------------------------- |
| brak transferów                  | - Marcin Prus (Gwardia Wrocław)  |                                  |

| Galaxia Pamapol Kaffee AZS Częstochowa | Galaxia Pamapol Kaffee AZS Częstochowa | Galaxia Pamapol Kaffee AZS Częstochowa |
| Przychodzą | Odchodzą |                                        |
| --- | --- | -------------------------------------- |
| - Krzysztof Gierczyński (Morze Szczecin) - Marcin Kryś (AZS Częstochowa – juniorzy) - Adrian Patucha (AZS Częstochowa – juniorzy) - Andrzej Szewiński (Galatasaray) - Michał Winiarski (SMS PZPS Spała/Chemik Bydgoszcz) | - Tomass Kalniņš (Tartu Pere Leib/Cibus) - Marcin Nowak (KP Polska Energia Sosnowiec) - Siniša Reljić ( ) - Bartosz Szcześniewski (AZS Politechnika Warszawska) - Grzegorz Wagner (KP Polska Energia Sosnowiec) |                                        |
| W trakcie sezonu | |                                        |
| | - Marcin Kryś (NKS Nysa) - Adrian Patucha (NKS Nysa) |                                        |

| EKS Skra Bełchatów | EKS Skra Bełchatów | EKS Skra Bełchatów |
| Przychodzą | Odchodzą |                    |
| --- | --- | ------------------ |
| - Marcin Kocik (Nordea Czarni Radom) - Bartłomiej Neroj (SMS PZPS Spała/Lechia Tomaszów Mazowiecki) - Radosław Wnuk (Morze Szczecin) - Łukasz Żygadło (Nordea Czarni Radom) | - Tomasz Paluch (AZS Gwardia Gubin Zielona Góra) - Tomasz Rosa (NKS Nysa) - Zbigniew Zieliński (Club Alès en Cévennes VB) |                    |

| Ivett Jastrzębie Borynia | Ivett Jastrzębie Borynia | Ivett Jastrzębie Borynia |
| Przychodzą | Odchodzą |                          |
| --- | --- | ------------------------ |
| - Pavel Chudík (KS Nysa) - Peter Diviš (Tours VB) - Piotr Gabrych (KP Polska Energia Sosnowiec) - Robert Kopciński ( ) - Piotr Łuka (KS Nysa) - Siarhiej Trocki (Łokomotyw Charków) | - Łukasz Kruk (Gwardia Wrocław) - Daniel Matoška (KP Polska Energia Sosnowiec) - Robert Milbrant (KP Polska Energia Sosnowiec) - Andriej Tołoczko (Bałtika Petersburg) - Oleg Ustinow (Dunkerque VB) - Paweł Wrzeszcz (Rafako Racibórz) |                          |

| Hefra Gwardia Wrocław | Hefra Gwardia Wrocław | Hefra Gwardia Wrocław |
| Przychodzą | Odchodzą |                       |
| --- | --- | --------------------- |
| - Łukasz Kruk (Ivett Jastrzębie Borynia) - Maciej Krupnik (KS Nysa) - Adam Kurek (KS Nysa) - Marcin Owczarski (BBTS Siatkarz Original Bielsko-Biała) - Marcin Prus (Mostostal-Azoty Kędzierzyn-Koźle) - Krzysztof Śmigiel (PZU AZS Olsztyn) - Jarosław Wojczuk (Górnik Radlin) | - Marcin Jarosz (GTPS Gorzów Wielkopolski) - Ireneusz Kłos (zakończył karierę) - Przemysław Lach (NKS Nysa) - Albert Semeniuk (MKS Andrychów) - Dariusz Stanicki (Fenerbahçe) - Michał Uliński (BBTS Siatkarz Original Bielsko-Biała) - Igor Woronin (Markochim Mariupol) |                       |
| W trakcie sezonu | |                       |
| - Marcin Jarosz (GTPS Gorzów Wielkopolski) | - Adam Kurek (NKS Nysa) |                       |

| PZU AZS Olsztyn | PZU AZS Olsztyn | PZU AZS Olsztyn |
| Przychodzą | Odchodzą |                 |
| --- | --- | --------------- |
| - Steffen Busse (VV Leipzig) - Piotr Poskrobko (Stolarka Wołomin) - Mark Siebeck (VV Leipzig) - Mariusz Sordyl (Stolarka Wołomin) - Mariusz Szyszko (Tourcoing LM) | - Piotr Kempisty (AZS WSPol. Szczytno) - Adam Kurian (AZS WSPol. Szczytno) - Jesper Petersen (DHG Odense) - Artur Pieśniak ( ) - Donald Suxho (bez klubu) - Paweł Szabelski (AZS WSPol. Szczytno) - Wojciech Szczurkowski (AZS Politechnika Warszawska) - Krzysztof Śmigiel (Gwardia Wrocław) - Serhij Żywołożnyj (KP Polska Energia Sosnowiec) |                 |

| NKS NTO Nysa | NKS NTO Nysa | NKS NTO Nysa |
| Przychodzą | Odchodzą |              |
| --- | --- | ------------ |
| - Paweł Brańka (BBTS Siatkarz Original Bielsko-Biała) - Jakub Koloušek (TJ Spartak Myjava) - Przemysław Lach (1044 Gwardia Wrocław) - Tomasz Rosa (EKS Skra Bełchatów) - Piotr Szymanowski (VBK Tierp)                | - Pavel Chudík (Ivett Jastrzębie Borynia) - Martin Kop (SVS Sokol V) - Maciej Krupnik (Gwardia Wrocław) - Piotr Łuka (Ivett Jastrzębie Borynia) - Łukasz Olejniczak (PZU Karo Strzelce Opolski) - Dariusz Ratajczak ( ) - Petr Sedláček (VSC Fatra Zlín) |              |
| W trakcie sezonu | |              |
| - Sławomir Gerymski (Morze Szczecin) - Marcin Kasprzak ( ) - Marcin Kryś (Galaxia Pamapol AZS Częstochowa) - Adam Kurek (Gwardia Wrocław) - Dariusz Łasiewicki ( ) - Adrian Patucha (Galaxia Pamapol AZS Częstochowa) | - Karol Hachuła (GTPS Gorzów Wielkopolski) - Jakub Koloušek ( ) |              |

| Morze Szczecin | Morze Szczecin | Morze Szczecin |
| Przychodzą | Odchodzą |                |
| --- | --- | -------------- |
| - Artur Augustyn (SMS PZPS Spała/Resovia) - Michał Ruciak (SMS PZPS Spała/Morze Szczecin) - Dariusz Szulik (SMS PZPS Spała/Górnik Radlin) | - Scott Bunker (hotVolleys Wiedeń) - Krzysztof Gierczyński (Galaxia Pamapol AZS Częstochowa) - Aleš Paták ( ) - Radosław Wnuk (EKS Skra Bełchatów) - Jerzy Zwierko (SPS Zduńska Wola) |                |
| W trakcie sezonu | |                |
| - Paweł Kolec (BBTS Siatkarz Original Bielsko-Biała)                                                                                      | - Sławomir Gerymski (NKS Nysa) |                |

| GTPS Gorzów Wielkopolski | GTPS Gorzów Wielkopolski | GTPS Gorzów Wielkopolski |
| Przychodzą | Odchodzą |                          |
| --- | --- | ------------------------ |
| - Kanstancin Asipczyk (HWK Homel) - Jerzy Boguta (MOW Orzeł Międzyrzecz) - Piotr Gacek (AZS Opole) - Marcin Jarosz (1044 Gwardia Wrocław) | - Dušan Ilić ( ) - Radosław Maciejewicz (KP Polska Energia Sosnowiec) - Zdzisław Olejnik (SPS Zduńska Wola) - Michał Ozimiński ( ) - Serhij Sosnin ( ) |                          |
| W trakcie sezonu | |                          |
| - Karol Hachuła (NKS Nysa) | - Marcin Jarosz (Gwardia Wrocław) - Marcin Lubiejewski (Śnieżka Joker Piła)                                                                            |                          |

| KP Polska Energia Sosnowiec | KP Polska Energia Sosnowiec | KP Polska Energia Sosnowiec |
| Przychodzą | Odchodzą |                             |
| --- | --- | --------------------------- |
| - Rafał Legień (Stolarka Wołomin) - Radosław Maciejewicz (GTPS Gorzów Wielkopolski) - Daniel Matoška (Ivett Jastrzębie Borynia) - Robert Milbrant (Ivett Jastrzębie Borynia) - Marcin Nowak (Galaxia Starter Bank Częstochowa AZS) - Daniel Pliński (Stolarka Wołomin) - Grzegorz Wagner (Galaxia Starter Bank Częstochowa AZS) - Serhij Żywołożnyj (PZU AZS Olsztyn) | - Mariusz Błaszczyk ( ) - Sven Dörendahl (Volley Dogs Berlin) - Marek Fornal (Wawel Kraków) - Piotr Gabrych (Ivett Jastrzębie Borynia) - Krzysztof Kowejsza (Śnieżka Joker Piła) - Mariusz Kuczko (AKS Rzeszów) - Rafał Marczuk (BBTS Siatkarz Original Bielsko-Biała) - Maciej Zając (AKS Rzeszów) |                             |

## Składy drużyn
| EKS Skra Bełchatów | EKS Skra Bełchatów    | EKS Skra Bełchatów | EKS Skra Bełchatów | EKS Skra Bełchatów |
| Nr                 | Imię i nazwisko       | Data ur.           | Wzrost             | Pozycja            |
| ------------------ | --------------------- | ------------------ | ------------------ | ------------------ |
| 1                  | Adam Nowik            | 23.04.1975         | 205                | środkowy           |
| 2                  | Łukasz Żygadło        | 02.08.1979         | 201                | rozgrywający       |
| 3                  | Paweł Maciejewicz     | 29.01.1980         | 198                | atakujący          |
| 4                  | Radosław Wnuk         | 25.09.1978         | 207                | środkowy           |
| 5                  | Sławomir Kudłaczewski | 23.05.1972         | 194                | przyjmujący        |
| 6                  | Marcin Kocik          | 07.05.1979         | 196                | przyjmujący        |
| 7                  | Leszek Czerlonek      | 16.03.1969         | 191                | libero             |
| 8                  | Tomasz Skalski        | 25.05.1973         | 191                | atakujący          |
| 9                  | Siergiej Bielanskij   | 28.12.1972         | 202                | środkowy           |
| 10                 | Robert Prygiel        | 17.04.1976         | 200                | atakujący          |
| 11                 | Maciej Bartodziejski  | 15.10.1973         | 189                | uniwersalny        |
| 12                 | Piotr Szulc           | 18.11.1976         | 191                | przyjmujący        |
| 15                 | Bartłomiej Neroj      | 22.11.1984         | 200                | rozgrywający       |
| 17                 | Jakub Bednaruk        | 09.09.1976         | 188                | rozgrywający       |
| Trenerzy           |                       |                    |                    |                    |
|                    | Wiesław Czaja         | Trener             | Trener             | Trener             |
|                    | Jacek Nawrocki        | Asystent trenera   | Asystent trenera   | Asystent trenera   |

| Galaxia Pamapol Kaffee AZS Częstochowa | Galaxia Pamapol Kaffee AZS Częstochowa | Galaxia Pamapol Kaffee AZS Częstochowa | Galaxia Pamapol Kaffee AZS Częstochowa | Galaxia Pamapol Kaffee AZS Częstochowa |
| Nr                                     | Imię i nazwisko                        | Data ur.                               | Wzrost                                 | Pozycja                                |
| -------------------------------------- | -------------------------------------- | -------------------------------------- | -------------------------------------- | -------------------------------------- |
| 1                                      | Radosław Panas                         | 11.05.1970                             | 195                                    | przyjmujący                            |
| 2                                      | Krzysztof Gierczyński                  | 23.01.1976                             | 193                                    | przyjmujący                            |
| 3                                      | Andrzej Stelmach                       | 15.08.1972                             | 200                                    | rozgrywający                           |
| 4                                      | Damian Dacewicz                        | 28.09.1974                             | 209                                    | środkowy                               |
| 5                                      | Arkadiusz Gołaś                        | 10.05.1981                             | 201                                    | środkowy                               |
| 7                                      | Krzysztof Ignaczak                     | 15.05.1978                             | 188                                    | libero                                 |
| 8                                      | Jakub Oczko                            | 27.12.1981                             | 193                                    | rozgrywający                           |
| 10                                     | Grzegorz Szymański                     | 12.07.1978                             | 202                                    | atakujący                              |
| 11                                     | Andrzej Szewiński                      | 20.02.1970                             | 198                                    | atakujący                              |
| 12                                     | Grzegorz Kokociński                    | 18.09.1981                             | 195                                    | uniwersalny                            |
| 13                                     | Michał Winiarski                       | 28.09.1983                             | 200                                    | przyjmujący                            |
| 18                                     | Michał Bąkiewicz                       | 22.03.1981                             | 197                                    | przyjmujący                            |
| Odeszli w trakcie sezonu               |                                        |                                        |                                        |                                        |
| 9                                      | Adrian Patucha (do 31.12.2002)         | 25.06.1983                             | 196                                    | atakujący                              |
| 10                                     | Marcin Kryś (do 31.12.2002)            | 15.01.1983                             | 197                                    | libero                                 |
| Trenerzy                               |                                        |                                        |                                        |                                        |
|                                        | Edward Skorek (od 04.02.2003)          | Trener                                 | Trener                                 | Trener                                 |
|                                        | Stanisław Gościniak (do 04.02.2003)    | Trener                                 | Trener                                 | Trener                                 |
|                                        | Stanisław Gościniak (od 04.02.2003)    | Asystent trenera                       | Asystent trenera                       | Asystent trenera                       |

| GTPS Gorzów Wielkopolski | GTPS Gorzów Wielkopolski           | GTPS Gorzów Wielkopolski | GTPS Gorzów Wielkopolski | GTPS Gorzów Wielkopolski |
| Nr                       | Imię i nazwisko                    | Data ur.                 | Wzrost                   | Pozycja                  |
| ------------------------ | ---------------------------------- | ------------------------ | ------------------------ | ------------------------ |
| 1                        | Kanstancin Asipczyk                | 09.05.1978               | 198                      | przyjmujący              |
| 2                        | Marcin Kobiałko                    | 09.02.1976               | 198                      | przyjmujący              |
| 3                        | Piotr Gacek                        | 16.09.1978               | 185                      | libero                   |
| 4                        | Tomasz Borczyński                  | 28.01.1975               | 186                      | rozgrywający             |
| 5                        | Michał Gaca                        | 15.09.1981               | 196                      | przyjmujący              |
| 7                        | Jerzy Boguta                       | 14.09.1971               | 180                      | rozgrywający             |
| 9                        | Karol Hachuła (od 01.01.2003)      | 21.05.1974               | 202                      | atakujący                |
| 10                       | Maciej Kowalczuk                   | 21.03.1973               | 200                      | środkowy                 |
| 13                       | Roman Bartuzi                      | 22.02.1970               | 200                      | środkowy                 |
| 15                       | Szymon Żurawski                    | 14.07.1976               | 198                      | atakujący                |
| Odeszli w trakcie sezonu |                                    |                          |                          |                          |
| 8                        | Marcin Jarosz (do 31.12.2002)      | 07.08.1980               | 195                      | przyjmujący              |
| 9                        | Marcin Lubiejewski (do 27.10.2002) | 01.10.1981               | 207                      | środkowy                 |
| Trenerzy                 |                                    |                          |                          |                          |
|                          | Nikołaj Mariaskin                  | Trener                   | Trener                   | Trener                   |

| Hefra Gwardia Wrocław    | Hefra Gwardia Wrocław         | Hefra Gwardia Wrocław | Hefra Gwardia Wrocław | Hefra Gwardia Wrocław |
| Nr                       | Imię i nazwisko               | Data ur.              | Wzrost                | Pozycja               |
| ------------------------ | ----------------------------- | --------------------- | --------------------- | --------------------- |
| 1                        | Rafał Kwasowski               | 10.02.1971            | 196                   | libero                |
| 2                        | Pavel Řezníček                | 22.04.1971            | 199                   | rozgrywający          |
| 3                        | Krzysztof Janczak             | 12.11.1974            | 202                   | atakujący             |
| 4                        | Maciej Krupnik                | 11.12.1971            | 196                   | środkowy              |
| 5                        | Marcin Owczarski              | 07.06.1980            | 199                   | atakujący             |
| 6                        | Grzegorz Górnik               | 10.03.1982            | 188                   | libero                |
| 8                        | Krzysztof Śmigiel             | 06.05.1974            | 198                   | atakujący             |
| 9                        | Łukasz Kruk                   | 11.05.1978            | 187                   | rozgrywający          |
| 10                       | Jakub Markiewicz              | 15.07.1972            | 206                   | środkowy              |
| 11                       | Marcin Prus                   | 16.10.1978            | 198                   | środkowy              |
| 12                       | Jarosław Wojczuk              | 08.06.1967            | 192                   | uniwersalny           |
| 13                       | Marcin Jarosz (od 01.01.2003) | 07.08.1980            | 195                   | przyjmujący           |
| Odeszli w trakcie sezonu |                               |                       |                       |                       |
| 7                        | Adam Kurek (do 31.12.2002)    | 20.04.1968            | 196                   | uniwersalny           |
| Trenerzy                 |                               |                       |                       |                       |
|                          | Maciej Jarosz                 | Trener                | Trener                | Trener                |
|                          | Mariusz Dutkiewicz            | Asystent trenera      | Asystent trenera      | Asystent trenera      |

| Ivett Jastrzębie Borynia | Ivett Jastrzębie Borynia | Ivett Jastrzębie Borynia | Ivett Jastrzębie Borynia | Ivett Jastrzębie Borynia |
| Nr                       | Imię i nazwisko          | Data ur.                 | Wzrost                   | Pozycja                  |
| ------------------------ | ------------------------ | ------------------------ | ------------------------ | ------------------------ |
| 1                        | Sławomir Szczygieł       | 02.06.1978               | 203                      | środkowy                 |
| 3                        | Przemysław Michalczyk    | 19.01.1973               | 189                      | przyjmujący              |
| 4                        | Robert Kopciński         | 03.03.1979               | 191                      | rozgrywający             |
| 5                        | Adam Gniecki             | 19.07.1974               | 191                      | atakujący                |
| 7                        | Krzysztof Wójcik         | 20.10.1960               | 181                      | libero                   |
| 8                        | Peter Diviš              | 04.08.1978               | 198                      | atakujący                |
| 9                        | Wojciech Pawłowski       | 25.05.1982               | 202                      | środkowy                 |
| 10                       | Piotr Gabrych            | 05.07.1972               | 197                      | przyjmujący              |
| 11                       | Grzegorz Nowak           | 11.03.1975               | 200                      | środkowy                 |
| 12                       | Pavel Chudík             | 19.05.1974               | 190                      | rozgrywający             |
| 13                       | Piotr Łuka               | 09.06.1980               | 191                      | przyjmujący              |
| 14                       | Siarhiej Trocki          | 26.02.1976               | 201                      | środkowy                 |
| Trenerzy                 |                          |                          |                          |                          |
|                          | Jan Such                 | Trener                   | Trener                   | Trener                   |
|                          | Leszek Dejewski          | Asystent trenera         | Asystent trenera         | Asystent trenera         |

| KP Polska Energia Sosnowiec | KP Polska Energia Sosnowiec | KP Polska Energia Sosnowiec | KP Polska Energia Sosnowiec | KP Polska Energia Sosnowiec |
| Nr                          | Imię i nazwisko             | Data ur.                    | Wzrost                      | Pozycja                     |
| --------------------------- | --------------------------- | --------------------------- | --------------------------- | --------------------------- |
| 1                           | Grzegorz Wagner             | 13.12.1965                  | 182                         | rozgrywający                |
| 2                           | Robert Milbrant             | 22.02.1973                  | 190                         | przyjmujący                 |
| 3                           | Krzysztof Niedziela         | 11.06.1978                  | 194                         | atakujący                   |
| 5                           | Daniel Pliński              | 10.12.1978                  | 204                         | środkowy                    |
| 6                           | Krzysztof Szopa             | 04.04.1980                  | 194                         | środkowy                    |
| 9                           | Jakub Łomacz                | 14.03.1982                  | 187                         | przyjmujący                 |
| 10                          | Marcin Nowak                | 17.10.1975                  | 215                         | środkowy                    |
| 11                          | Filip Szewczyk              | 17.01.1978                  | 192                         | rozgrywający                |
| 12                          | Daniel Matoška              | 14.03.1971                  | 200                         | atakujący                   |
| 13                          | Radosław Maciejewicz        | 22.05.1976                  | 188                         | libero                      |
| 15                          | Rafał Legień                | 24.10.1969                  | 190                         | przyjmujący                 |
| 17                          | Serhij Żywołożnyj           | 15.05.1976                  | 199                         | przyjmujący                 |
| Trenerzy                    |                             |                             |                             |                             |
|                             | Andrzej Urbański            | Trener                      | Trener                      | Trener                      |
|                             | Jacek Stychno               | Asystent trenera            | Asystent trenera            | Asystent trenera            |

| Morze Szczecin           | Morze Szczecin                    | Morze Szczecin   | Morze Szczecin   | Morze Szczecin        |
| Nr                       | Imię i nazwisko                   | Data ur.         | Wzrost           | Pozycja               |
| ------------------------ | --------------------------------- | ---------------- | ---------------- | --------------------- |
| 1                        | Dariusz Szulik                    | 02.05.1983       | 204              | środkowy              |
| 2                        | Krzysztof Kocik                   | 25.07.1979       | 198              | przyjmujący/atakujący |
| 3                        | Michał Ruciak                     | 22.08.1983       | 190              | przyjmujący           |
| 4                        | Wojciech Jurkiewicz               | 21.06.1977       | 205              | środkowy              |
| 5                        | Radosław Rybak                    | 25.03.1973       | 195              | atakujący             |
| 7                        | Adam Cziszewski                   | 13.06.1975       | 193              | libero                |
| 8                        | Michał Peciakowski                | 25.07.1981       | 196              | rozgrywający          |
| 9                        | Marcin Olichwer                   | 05.03.1982       | 194              | atakujący             |
| 10                       | Krzysztof Grzesiowski             | 10.05.1981       | 205              | przyjmujący           |
| 11                       | Michał Ostrowski                  | 10.01.1975       | 186              | uniwersalny           |
| 12                       | Artur Augustyn                    | 06.01.1983       | 197              | środkowy              |
| ?                        | Paweł Kolec (od 26.01.2003)       | 22.04.1983       | 191              | rozgrywający          |
| Odeszli w trakcie sezonu |                                   |                  |                  |                       |
| 6                        | Sławomir Gerymski (do 31.12.2002) | 02.09.1968       | 186              | rozgrywający          |
| Trenerzy                 |                                   |                  |                  |                       |
|                          | Grzegorz Ryś                      | Trener           | Trener           | Trener                |
|                          | Andrzej Winiarczyk                | Asystent trenera | Asystent trenera | Asystent trenera      |

| Mostostal-Azoty Kędzierzyn-Koźle | Mostostal-Azoty Kędzierzyn-Koźle | Mostostal-Azoty Kędzierzyn-Koźle | Mostostal-Azoty Kędzierzyn-Koźle | Mostostal-Azoty Kędzierzyn-Koźle |
| Nr                               | Imię i nazwisko                  | Data ur.                         | Wzrost                           | Pozycja                          |
| -------------------------------- | -------------------------------- | -------------------------------- | -------------------------------- | -------------------------------- |
| 2                                | Roland Dembończyk                | 12.08.1971                       | 196                              | atakujący                        |
| 3                                | Piotr Lipiński                   | 04.01.1979                       | 195                              | rozgrywający                     |
| 6                                | Marek Kardoš                     | 15.04.1974                       | 187                              | rozgrywający                     |
| 7                                | Dušan Kubica                     | 12.12.1972                       | 186                              | libero                           |
| 8                                | Rafał Musielak                   | 22.08.1973                       | 194                              | przyjmujący                      |
| 9                                | Wojciech Serafin                 | 20.06.1978                       | 194                              | przyjmujący                      |
| 10                               | Robert Szczerbaniuk              | 29.05.1977                       | 199                              | środkowy                         |
| 12                               | Jarosław Stancelewski            | 11.05.1974                       | 204                              | środkowy                         |
| 13                               | Sebastian Świderski              | 26.06.1977                       | 193                              | przyjmujący                      |
| 14                               | Paweł Papke                      | 13.02.1977                       | 196                              | atakujący                        |
| 16                               | Aleksander Januszkiewicz         | 25.05.1979                       | 200                              | środkowy                         |
| 17                               | Bartłomiej Soroka                | 17.01.1979                       | 200                              | przyjmujący                      |
| Trenerzy                         |                                  |                                  |                                  |                                  |
|                                  | Waldemar Wspaniały               | Trener                           | Trener                           | Trener                           |
|                                  | Andrzej Kubacki                  | Asystent trenera                 | Asystent trenera                 | Asystent trenera                 |

| NKS NTO Nysa                                                                                 | NKS NTO Nysa                       | NKS NTO Nysa     | NKS NTO Nysa     | NKS NTO Nysa     |
| Nr                                                                                           | Imię i nazwisko                    | Data ur.         | Wzrost           | Pozycja          |
| -------------------------------------------------------------------------------------------- | ---------------------------------- | ---------------- | ---------------- | ---------------- |
| 1                                                                                            | Piotr Szymanowski                  | 14.06.1972       | 195              | rozgrywający     |
| 2                                                                                            | Rafał Dymowski                     | 20.06.1972       | 200              | środkowy         |
| 3                                                                                            | Janusz Bułkowski                   | 31.05.1967       | 190              | atakujący        |
| 4                                                                                            | Tomasz Rosa                        | 05.03.1976       | 198              | środkowy         |
| 5                                                                                            | Paweł Brańka                       | 06.03.1976       | 190              | libero           |
| 6                                                                                            | Przemysław Lach                    | 16.04.1979       | 198              | środkowy         |
| 7                                                                                            | Marcin Kasprzak (od 20.11.2002)    | 28.07.1980       | 193              | atakujący        |
| 8                                                                                            | Adrian Patucha (od 01.01.2003)     | 25.06.1983       | 196              | atakujący        |
| 9                                                                                            | Sławomir Gerymski (od 01.01.2003)  | 02.09.1968       | 186              | rozgrywający     |
| 10                                                                                           | Marcin Kryś (od 01.01.2003)        | 15.01.1983       | 197              | libero           |
| 11                                                                                           | Michał Jaszewski                   | 30.04.1979       | 189              | przyjmujący      |
| 12                                                                                           | Adam Kurek (od 01.01.2003)         | 20.04.1968       | 196              | przyjmujący      |
| 13                                                                                           | Dariusz Łasiewicki (od 01.01.2003) | 21.02.1976       | 186              | rozgrywający     |
| 18                                                                                           | Arkadiusz Olejniczak               | 30.01.1984       | 191              | atakujący        |
| Odeszli w trakcie sezonu                                                                     |                                    |                  |                  |                  |
| 8                                                                                            | Karol Hachuła (do 31.12.2002)      | 21.05.1974       | 202              | atakujący        |
| 9                                                                                            | Jakub Koloušek (do 23.11.2002)     | 28.02.1971       | 190              | rozgrywający     |
| Trenerzy                                                                                     |                                    |                  |                  |                  |
|                                                                                              | Sławomir Gerymski (od 05.03.2003)  | Trener           | Trener           | Trener           |
|                                                                                              | Jerzy Salwin (do 04.03.2003)       | Trener           | Trener           | Trener           |
|                                                                                              | Janusz Bułkowski (od 05.03.2003)   | Asystent trenera | Asystent trenera | Asystent trenera |
|                                                                                              | Andrzej Kaczmarek (do 04.03.2003)  | Asystent trenera | Asystent trenera | Asystent trenera |
| Uwagi                                                                                        |                                    |                  |                  |                  |
| Do szerokiego składu zgłoszeni zostali także juniorzy Krzysztof Lewicki i Rafał Jamrozowicz. |                                    |                  |                  |                  |

| PZU AZS Olsztyn | PZU AZS Olsztyn     | PZU AZS Olsztyn  | PZU AZS Olsztyn  | PZU AZS Olsztyn  |
| Nr              | Imię i nazwisko     | Data ur.         | Wzrost           | Pozycja          |
| --------------- | ------------------- | ---------------- | ---------------- | ---------------- |
| 1               | Tomasz Kowalczyk    | 15.03.1976       | 198              | środkowy         |
| 2               | Wojciech Grzyb      | 04.01.1981       | 206              | środkowy         |
| 4               | Mariusz Szyszko     | 08.03.1969       | 186              | uniwersalny      |
| 5               | Maciej Dobrowolski  | 19.03.1977       | 190              | rozgrywający     |
| 6               | Piotr Poskrobko     | 07.07.1973       | 194              | przyjmujący      |
| 7               | Paweł Kuciński      | 15.03.1973       | 193              | libero           |
| 8               | Steffen Busse       | 19.04.1975       | 203              | atakujący        |
| 11              | Łukasz Kadziewicz   | 20.09.1980       | 206              | środkowy         |
| 12              | Mark Siebeck        | 14.10.1975       | 195              | przyjmujący      |
| 14              | Paweł Siezieniewski | 27.12.1981       | 199              | przyjmujący      |
| 15              | Mariusz Sordyl      | 27.11.1969       | 198              | atakujący        |
| 18              | Michał Chadała      | 15.10.1977       | 197              | przyjmujący      |
| Trenerzy        |                     |                  |                  |                  |
|                 | Wojciech Drzyzga    | Trener           | Trener           | Trener           |
|                 | Andrzej Grygołowicz | Asystent trenera | Asystent trenera | Asystent trenera |